# Liste der Biografien/Harr
Liste der Biografien |
Portal Biografien |
Personensuche
# |
A |
B |
C |
D |
E |
F |
G |
H |
I |
J |
K |
L |
M |
N |
O |
P |
Q |
R |
S |
T |
U |
V |
W |
X |
Y |
Z |
?
 
Ha |
Hd |
He |
Hi |
Hj |
Hk |
Hl |
Hm |
Hn |
Ho |
Hr |
Hs |
Ht |
Hu |
Hv |
Hw |
Hy
 
Haa |
Hab |
Hac |
Had |
Hae–Haf |
Hag |
Hah |
Hai |
Haj |
Hak |
Hal |
Ham |
Han |
Hao |
Hap |
Haq |
Har |
Has |
Hat |
Hau |
Hav |
Haw |
Hax |
Hay |
Haz
 
Hara |
Harb |
Harc |
Hard |
Hare |
Harf |
Harg |
Harh |
Hari |
Harj |
Hark |
Harl |
Harm |
Harn |
Haro |
Harp |
Harr |
Hars |
Hart |
Haru |
Harv |
Harw |
Harx |
Hary |
Harz
Die Liste der Biografien führt alle Personen auf, die in der deutschsprachigen Wikipedia einen Artikel haben. Dieses ist eine Teilliste mit 870 Einträgen von Personen, deren Namen mit den Buchstaben „Harr“ beginnt.

## Harr
- Harr, Anna (* 2000), US-amerikanische Schauspielerin und Tänzerin
- Harr, Karl Erik (* 1940), norwegischer Maler, Zeichner, Grafiker, Illustrator und Schriftsteller
- Harr, Thorbjørn (* 1974), norwegischer Schauspieler und Synchronsprecher

### Harra
- Harrach zu Rohrau, Alois Ernst von (1728–1800), kaiserlicher Feldmarschall-Lieutenant sowie Komtur des Deutschen Ordenes
- Harrach zu Rohrau, Ferdinand Johann Nepomuk von (1740–1796), kaiserlicher Feldmarschall-Lieutenant, Ritter des Maria-Theresia-Ordens
- Harrach zu Rohrau, Karl Anton von (1692–1758), kaiserlicher Kämmerer, Oberst-Erblandstallmeister in Österreich ob und unter der Enns, Regimentsrat und Viertelkommissär im Viertel unter dem Wienerwald, Feldmarschall-Lieutenant
- Harrach zu Rohrau, Karl Borromäus von (1761–1829), österreichischer Arzt und Humanist sowie Ehrenritter des Malteser-Ordens Komtur des deutschen Ordens
- Harrach, Aloys Thomas Raimund von (1669–1742), österreichischer Staatsmann und Diplomat
- Harrach, Auguste von (1800–1873), Ehefrau von König Friedrich Wilhelm III. von PreußenAuguste von Harrach (1800–1873)

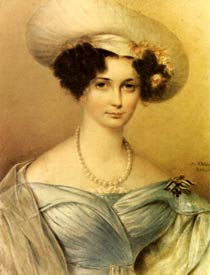
Auguste von Harrach (1800–1873)

- Harrach, Bekkay (1977–2010), deutsch-marokkanischer Islamist
- Harrach, Beppo (* 1979), österreichischer Rallyefahrer
- Harrach, Ernst Adalbert von (1598–1667), Erzbischof von Prag, Bischof von Trient sowie Kardinal
- Harrach, Ernst Guido von (1723–1783), österreichischer Adliger und Großgrundbesitzer, k. k. Rat und Kämmerer
- Harrach, Ferdinand Bonaventura I. von (1637–1706), österreichischer Diplomat und Minister unter Kaiser Leopold I.
- Harrach, Ferdinand Bonaventura II. von (1708–1778), österreichischer Staatsmann und Diplomat
- Harrach, Ferdinand von (1832–1915), deutscher Kunst-, Landschafts-, Historien- und Porträtmaler
- Harrach, Franz Anton von (1665–1727), Bischof der Diözese Wien, Erzbischof der Erzdiözese Salzburg
- Harrach, Franz von (1870–1937), böhmischer Adeliger und k. u. k. KämmererFranz von Harrach (1870–1937)

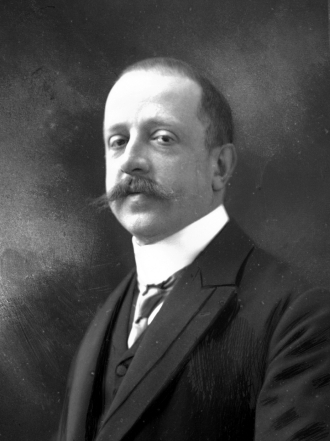
Franz von Harrach (1870–1937)

- Harrach, Franz Xaver von (1732–1781), k.k Feldmarschall-Lieutenant, Inhaber des Infanterieregiment No. 7, kommandierender General in der Lombardei
- Harrach, Hans Albrecht von (1873–1963), deutscher Bildhauer
- Harrach, Johann Ernst Emanuel Joseph von (1705–1739), römisch-katholischer Priester und Bischof von Nitra
- Harrach, Johann Nepomuk Ernst von (1756–1829), Kunstsammler, Humanist und Industrieller
- Harrach, Johann Nepomuk von (1828–1909), böhmisch-tschechischer Politiker, Gutsbesitzer, Kunst- und Wissenschaftsmäzen
- Harrach, Johann Philipp (1678–1764), österreichischer Feldmarschall und Hofkriegsratspräsident
- Harrach, Karl von (1570–1628), österreichischer Berater Kaiser Ferdinands II.
- Harrach, Maria Josepha von (1727–1788), Fürstin von Liechtenstein
- Harrach-Rohrau, Friedrich August von (1696–1749), österreichischer Adliger und Diplomat, Niederösterreichischer Landmarschall
- Harraden, Beatrice (1864–1936), englische Schriftstellerin und Suffragette
- Harradine, Benn (* 1982), australischer Diskuswerfer
- Harradine, Donald Leslie (1911–1996), Schweizer Golfarchitekt
- Harrah, William Fisk (1911–1978), US-amerikanischer Unternehmer
- Harramach, Rudolf (1915–1979), österreichischer Politiker (ÖVP), Mitglied des Bundesrates
- Harranth, Wolf (1941–2021), österreichischer Kinderbuchautor, Übersetzer und Medienjournalist
- Harrap, Simon (* 1959), britischer Ornithologe, Naturfotograf, Leiter von Vogelbeobachtungstouren und Sachbuchautor
- Harrap, Stephen (* 1952), deutsch-englischer Komponist, Pianist und Organist
- Harrar, J. George (1906–1982), US-amerikanischer Botaniker und Präsident der Rockefeller Foundation
- Harras, Björn (* 1983), deutscher SchauspielerBjörn Harras (* 1983)

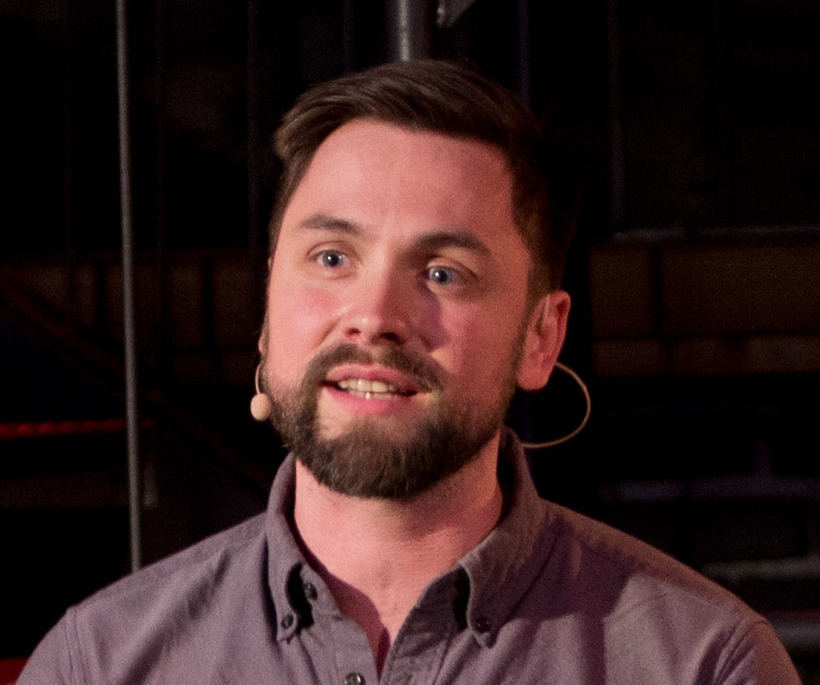
Björn Harras (* 1983)

- Harras, Dietrich von († 1499), deutscher Ritter
- Harras, Eustachius von († 1561), Letzter des Adelsgeschlechts derer von Harras zu Lichtenwalde
- Harras, Friedrich Wilhelm von († 1694), deutscher Adliger, Mitbesitzer des Rittergutes Oßmannstedt
- Harras, Gisela (1941–2022), deutsche Germanistin und Linguistin
- Harras, Hermann von († 1451), deutscher Ritter
- Harras, Johann Michael Hermann (1762–1833), deutscher Theologe
- Harras, Otto von († 1506), Propst in Nordhausen und Domherr in Meißen
- Harras, Walter (1895–1976), deutscher Gebrauchsgrafiker und Maler
- Harraß, Ulli (* 1961), deutscher Journalist, Medienproduzent, Rundfunk- und Fernsehmoderator
- Harrasser, Karin (* 1974), österreichische Kultur- und Medienwissenschaftlerin
- Harrasser, Reinhard (* 1967), italienischer Mittel- und Langstreckenläufer (Südtirol)
- Harrassowitz, Hermann (1885–1956), deutscher Geologe und Paläontologe
- Harrassowitz, Hermann (1930–2022), deutscher Kirchenmusiker
- Harrassowitz, Otto (1845–1920), deutscher Antiquar, Verleger und Autor
- Harrauer, Hermann (* 1941), österreichischer Papyrologe
- Harrault, Amélie (* 1982), französische Animationsfilmerin

### Harre
- Harre, Dietrich (1926–2018), deutscher Sportwissenschaftler und Hochschullehrer
- Harre, Johanna (1899–1996), deutsche Kunsthandwerkerin
- Harrebye-Brandt, Mathias (* 1974), deutscher SchauspielerMathias Harrebye-Brandt (* 1974)

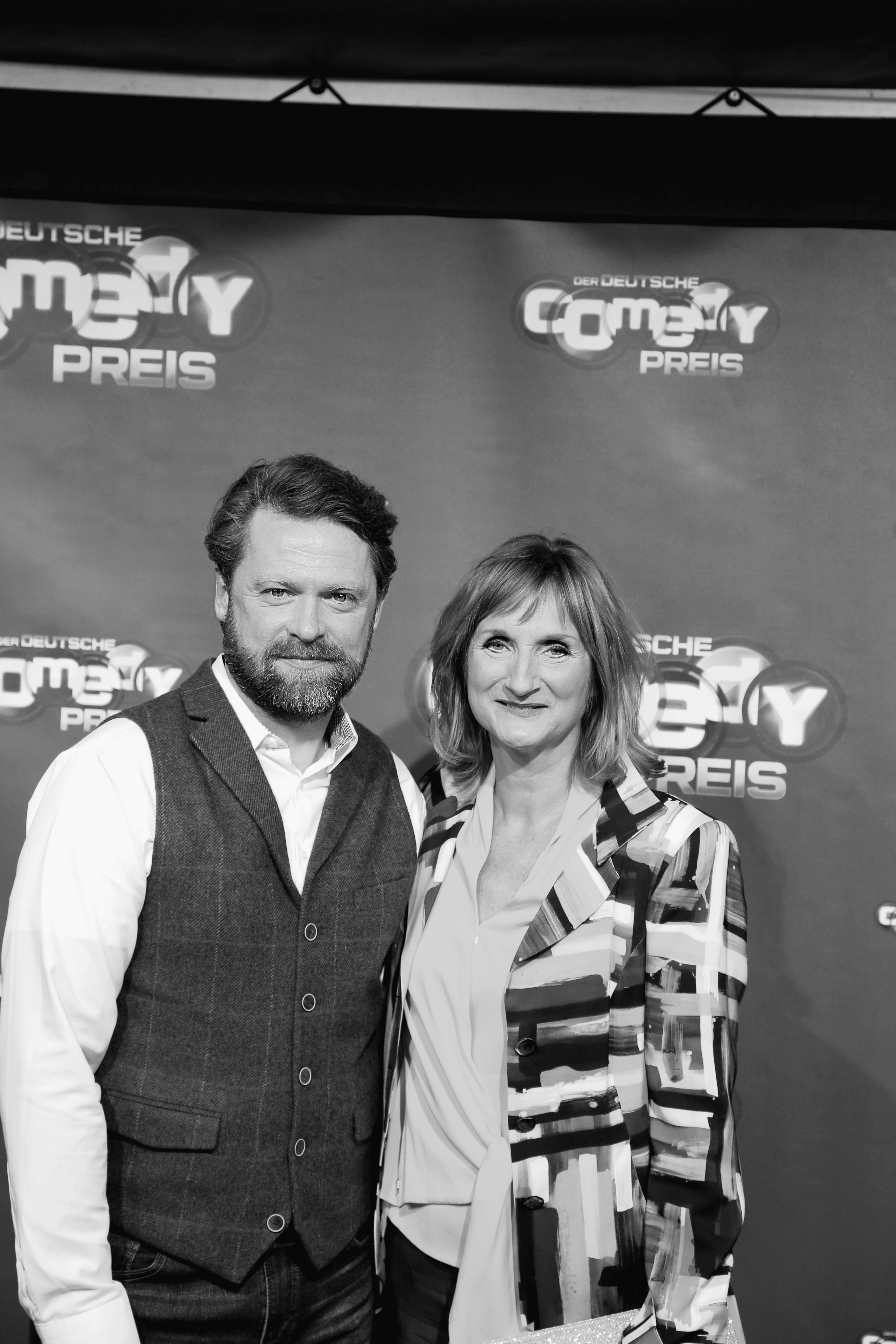
Mathias Harrebye-Brandt (* 1974)

- Harreis, Sigi (1937–2008), deutsche Journalistin und Moderatorin
- Harrel, Rémi (* 1954), französischer Fußballschiedsrichter
- Harreld, John W. (1872–1950), US-amerikanischer Politiker
- Harrell, Ben (1911–1981), US-amerikanischer Offizier, Generalmajor der US-Army
- Harrell, Kelly (1889–1942), US-amerikanischer Old-Time-Musiker
- Harrell, Lynn (1944–2020), US-amerikanischer Violoncellist und Dirigent
- Harrell, Maestro (* 1991), US-amerikanischer Schauspieler
- Harrell, Montrezl (* 1994), US-amerikanischer Basketballspieler
- Harrell, Tom (* 1946), US-amerikanischer Jazztrompeter und Komponist
- Harrell-Bond, Barbara (1932–2018), britische Anthropologin und Hochschullehrerin
- Harrelson, Charles (1938–2007), amerikanischer Krimineller
- Harrelson, Ty (* 1980), US-amerikanisch-australischer Basketballspieler und -trainer
- Harrelson, Woody (* 1961), US-amerikanischer SchauspielerWoody Harrelson (* 1961)

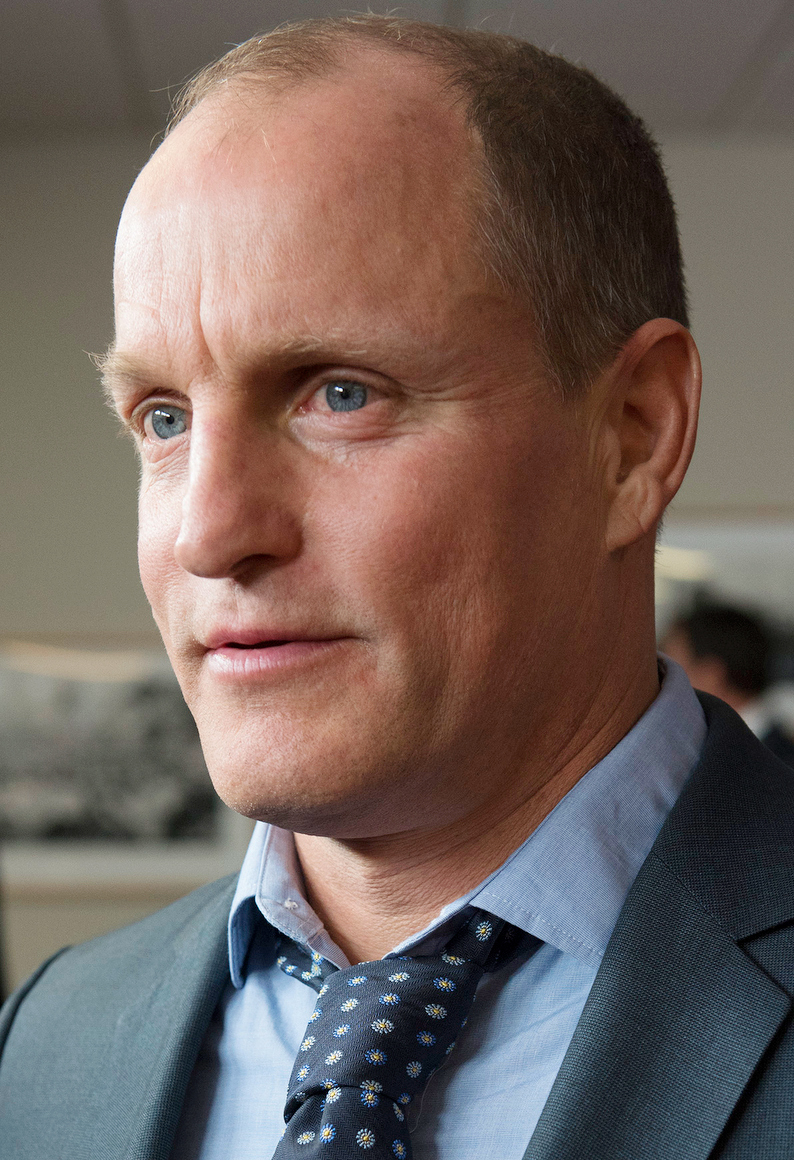
Woody Harrelson (* 1961)

- Harren, Albert, niederländischer Radrennfahrer
- Harrendorf, Stefan (* 1976), deutscher Jurist und Hochschullehrer
- Harrer, Alois (1926–2009), deutscher Skilangläufer
- Harrer, Anton (1817–1885), deutscher Zeichner und Architekt, bayerischer Baubeamter
- Harrer, Christa (* 1940), deutsche Politikerin (SPD), MdL
- Harrer, Corinna (* 1991), deutsche Leichtathletin
- Harrer, David (* 1990), österreichischer Fußballspieler
- Harrer, Felix (* 1988), deutscher DJ, Produzent und Songwriter
- Harrer, Franz (1907–2001), österreichischer Skisportler
- Harrer, Friedrich (* 1958), österreichischer Rechtsanwalt und Rechtswissenschaftler
- Harrer, Fritz (1930–2019), deutscher Politiker (CSU), MdL
- Harrer, Gerhart (1917–2011), österreichischer Psychiater und Neurologe
- Harrer, Gottlob (1703–1755), deutscher Komponist und Thomaskantor
- Harrer, Gudrun (* 1959), österreichische Journalistin und Nahostexpertin
- Harrer, Hans († 1580), kursächsischer Kammermeister, Großkaufmann und Industrieller
- Harrer, Heinrich (1912–2006), österreichischer Bergsteiger, Forschungsreisender, Geograf und AutorHeinrich Harrer (1912–2006)

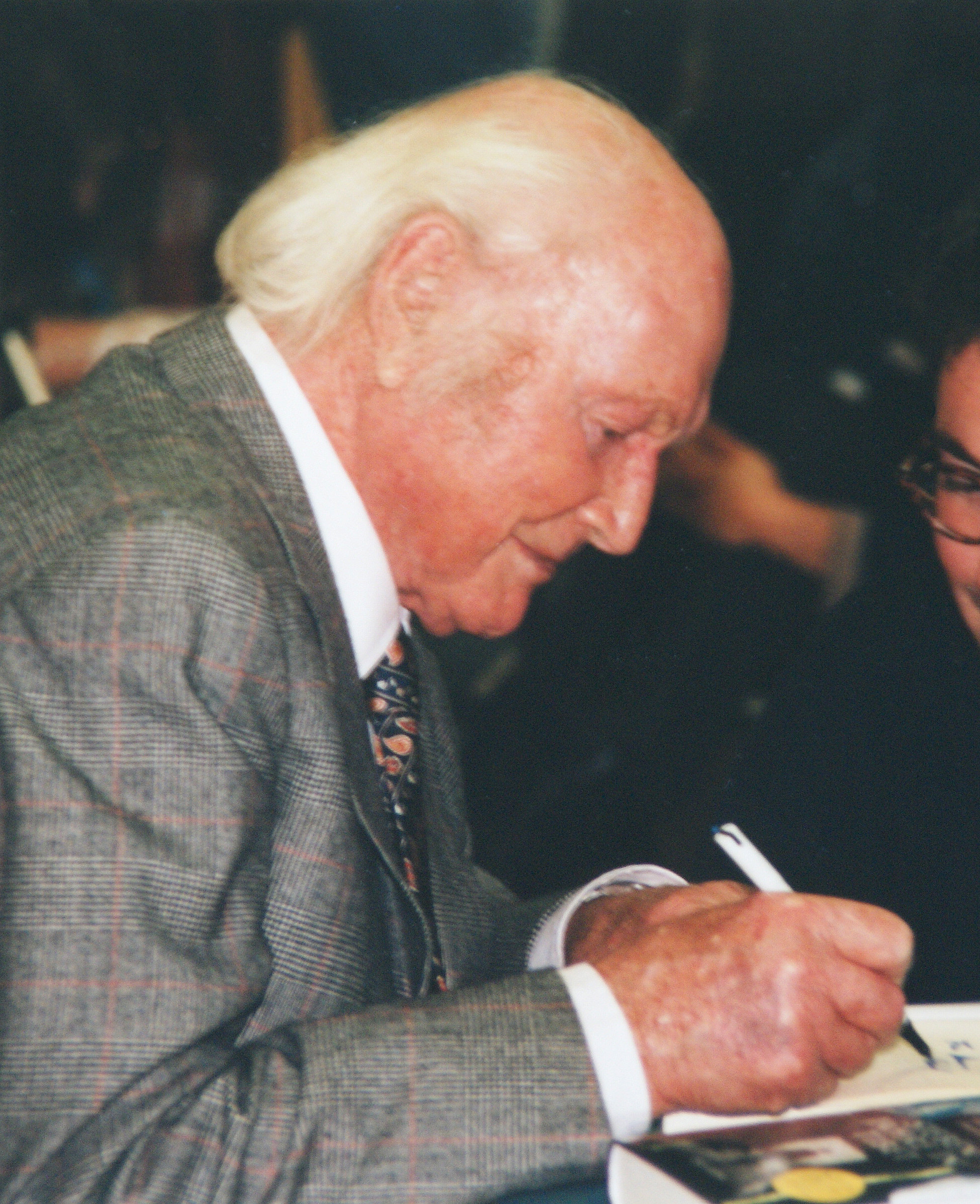
Heinrich Harrer (1912–2006)

- Harrer, Hugo (1836–1876), deutscher Landschafts- und Architekturmaler der Düsseldorfer Schule
- Harrer, Ignaz (1826–1905), österreichischer Politiker, Landtagsabgeordneter, Salzburger Bürgermeister
- Harrer, Janice (* 1960), US-amerikanische Beachvolleyballspielerin
- Harrer, Johann Günter (1943–2000), deutscher Gewerkschaftssekretär und Politiker (PDS), MdL
- Harrer, Jürgen (* 1942), deutscher Politikwissenschaftler und Verleger
- Harrer, Karl (1890–1926), deutscher Sportjournalist und Gründungsmitglied der Deutschen ArbeiterparteiKarl Harrer (1890–1926)

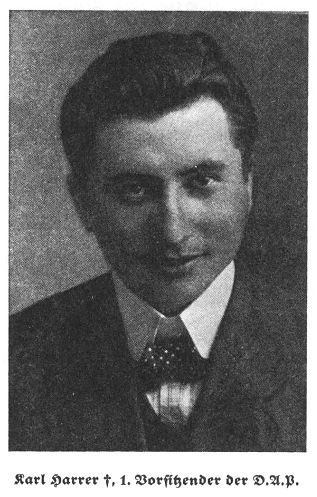
Karl Harrer (1890–1926)

- Harrer, Karl Maria (1926–2013), deutscher Schriftsteller und Stadtpfarrer in München
- Harrer, Martin (* 1992), österreichischer Fußballspieler
- Harrer, Peter Manfred (* 1971), österreichischer Politiker (SPÖ)
- Harrer, Sebastian (* 1977), deutscher Produzent und Regisseur
- Harrer, Simon (* 1978), deutscher Jazzmusiker (Posaune)
- Harrer, Steffi (* 1973), deutsche Theaterschauspielerin und Schauspiellehrerin
- Harrer, Toni (* 1996), österreichischer Fußballspieler
- Harrer, Uwe Christian (* 1944), österreichischer Dirigent und Komponist
- Harrer, Viona (* 1986), deutsche Eishockeytorhüterin und -feldspielerin
- Harrer, Willibald (* 1951), deutscher katholischer Geistlicher
- Harrer-Friesenbichler, Elfriede (1953–1986), österreichische Gewerkschafterin und Politikerin
- Harres, Balthasar (1804–1868), deutscher Architekt und Baumeister
- Harres, Phil (* 2002), deutscher Fußballspieler

### Harrf
- Harrfeldt, Heinrich (* 1891), deutscher Arzt, Abgeordneter des Provinziallandtages der Provinz Hessen-Nassau

### Harri
- Härri, Vivianne (* 1999), Schweizer Skirennläuferin

#### Harria
- Harriague, Pascual (1819–1894), französischer Winzer

#### Harric
- Harrich, Daniel (* 1983), deutscher Regisseur, Filmproduzent und Drehbuchautor
- Harrich, Ernst (1886–1941), deutscher Gärtner und Landschaftsarchitekt
- Harrich, Holda (* 1931), österreichische Politikerin (GRÜNE), Abgeordnete zum Nationalrat
- Harrich, Jobst, deutscher Maler
- Harrich-Zandberg, Danuta (* 1954), deutsche Dokumentarfilmerin, Drehbuchautorin und Filmproduzentin

#### Harrie
- Harriehausen, Albert (1846–1936), deutscher Landwirt und Politiker, MdR
- Harriehausen, Keno (* 1988), deutscher Jazzmusiker (Piano, Komposition)
- Harriel, Nathan (* 2001), US-amerikanischer Fußballspieler
- Harrier, Laura (* 1990), US-amerikanische Schauspielerin und ModelLaura Harrier (* 1990)

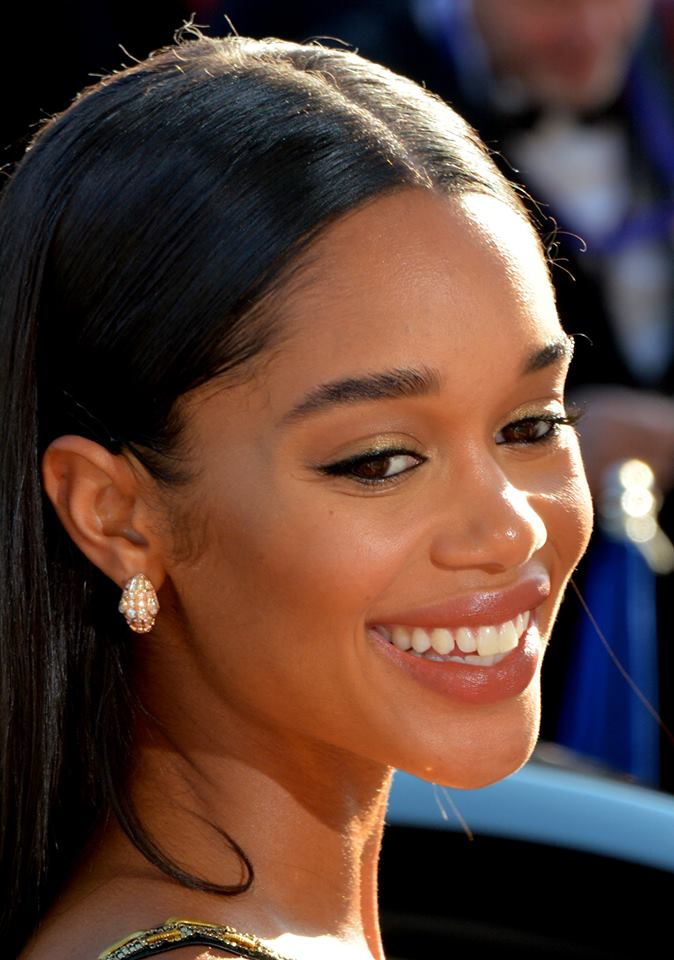
Laura Harrier (* 1990)

- Harriers-Wippern, Louise Catharine (1836–1878), königlich preußische Kammersängerin
- Harries, Andy (* 1954), britischer Filmproduzent
- Harries, Axel (* 1964), deutscher Leichtathlet
- Harries, Carl Dietrich (1866–1923), deutscher Chemiker und Hochschullehrer
- Harries, Carl Frederik (1872–1938), dänischer Kaufmann und Inspektor in Grönland
- Harries, Diedrich (1791–1857), deutscher evangelisch-lutherischer Geistlicher und Altertumsforscher
- Harries, Heinrich (1762–1802), Dichter der späteren Kaiserhymne Heil dir im Siegerkranz
- Harries, Helmuth (1902–1977), deutscher Politiker (CDU), MdA
- Harries, Johann Karl (1862–1925), deutscher Jurist, Rechtsanwalt und Kommunalpolitiker
- Harries, Karsten (* 1937), deutsch-amerikanischer Philosoph und Kunsttheoretiker
- Harries, Katrine (1914–1978), deutsch-südafrikanische Grafikerin und Illustratorin
- Harries, Klaus (1929–2021), deutscher Politiker (CDU) und Oberkreisdirektor, MdB
- Harries, Mali (* 1976), walisische Theater- und Filmschauspielerin sowie Synchronsprecherin
- Harries, Patrick (1950–2016), südafrikanischer Historiker und Hochschullehrer
- Harries, Phylip, walisischer Theater-, Film- und Musicaldarsteller sowie Musiker
- Harries, Richard, Baron Harries of Pentregarth (* 1936), britischer anglikanischer Bischof
- Harries, Toby (* 1998), britischer Sprinter
- Harries, William H. (1843–1921), US-amerikanischer Politiker

#### Harrig
- Harrigan, Dan (* 1955), US-amerikanischer Schwimmer
- Harrigan, Lori (* 1970), US-amerikanische Softballspielerin
- Harrigan, Nedda (1899–1989), US-amerikanische Schauspielerin
- Harrigan, Pat (* 1987), US-amerikanischer Politiker
- Harrigan, Stephen (* 1948), amerikanischer Schriftsteller, Journalist und Drehbuchautor
- Harrigan, Tahesia (* 1982), britische Sprinterin (Britische Jungferninseln)
- Harrigian, Jeffrey L. (* 1962), US-amerikanischer Offizier, General der US Air Force

#### Harrim
- Harriman Mortimer, Kathleen (1917–2011), US-amerikanische Multimillionärin
- Harriman, Edward Henry (1848–1909), US-amerikanischer Eisenbahnunternehmer
- Harriman, Misan (* 1977), nigerianisch-britischer Fotograf, Unternehmer, Aktivist und Filmregisseur
- Harriman, Pamela (1920–1997), US-amerikanische Diplomatin englischer Herkunft
- Harriman, W. Averell (1891–1986), US-amerikanischer Politiker, Geschäftsmann und Diplomat
- Harriman, Walter (1817–1884), US-amerikanischer Politiker

#### Harrin
- Harring, Harro (1798–1870), deutscher Revolutionär, Dichter und Maler
- Harring, Laura (* 1964), US-amerikanische SchauspielerinLaura Harring (* 1964)

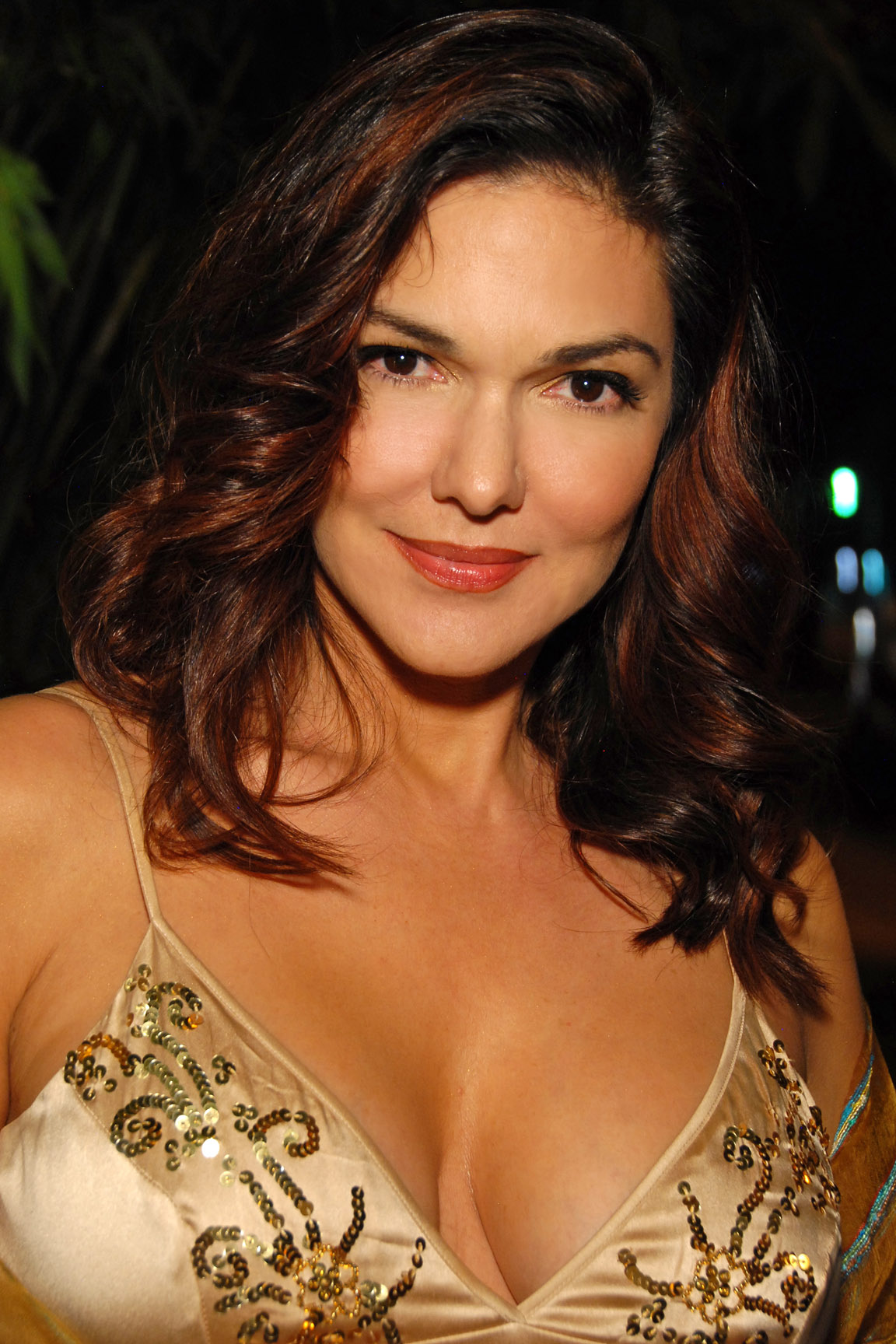
Laura Harring (* 1964)

- Harring, Peter (1938–2013), österreichischer Politiker (FPÖ), Mitglied des Bundesrates
- Harringer, Franz (1894–1968), österreichischer Politiker (SPÖ)
- Härringer, Karl (1913–2008), deutscher Jurist
- Harrington, Adam (* 1980), US-amerikanischer Basketballspieler
- Harrington, Al (1935–2021), US-amerikanischer Schauspieler und Historiker
- Harrington, Al (* 1980), US-amerikanischer Basketballspieler
- Harrington, Anne (* 1960), Wissenschaftshistorikerin
- Harrington, Bernard Joseph (* 1933), US-amerikanischer Geistlicher, Altbischof von Winona
- Harrington, Brooke (* 1968), US-amerikanische Soziologin, Hochschullehrerin und Autorin
- Harrington, Chris (* 1982), US-amerikanischer Eishockeyspieler
- Harrington, Conor (* 1980), irischer Graffiti-Künstler
- Harrington, Curtis (1926–2007), US-amerikanischer Filmregisseur
- Harrington, Dan (* 1945), US-amerikanischer Pokerspieler
- Harrington, Desmond (* 1976), US-amerikanischer SchauspielerDesmond Harrington (* 1976)

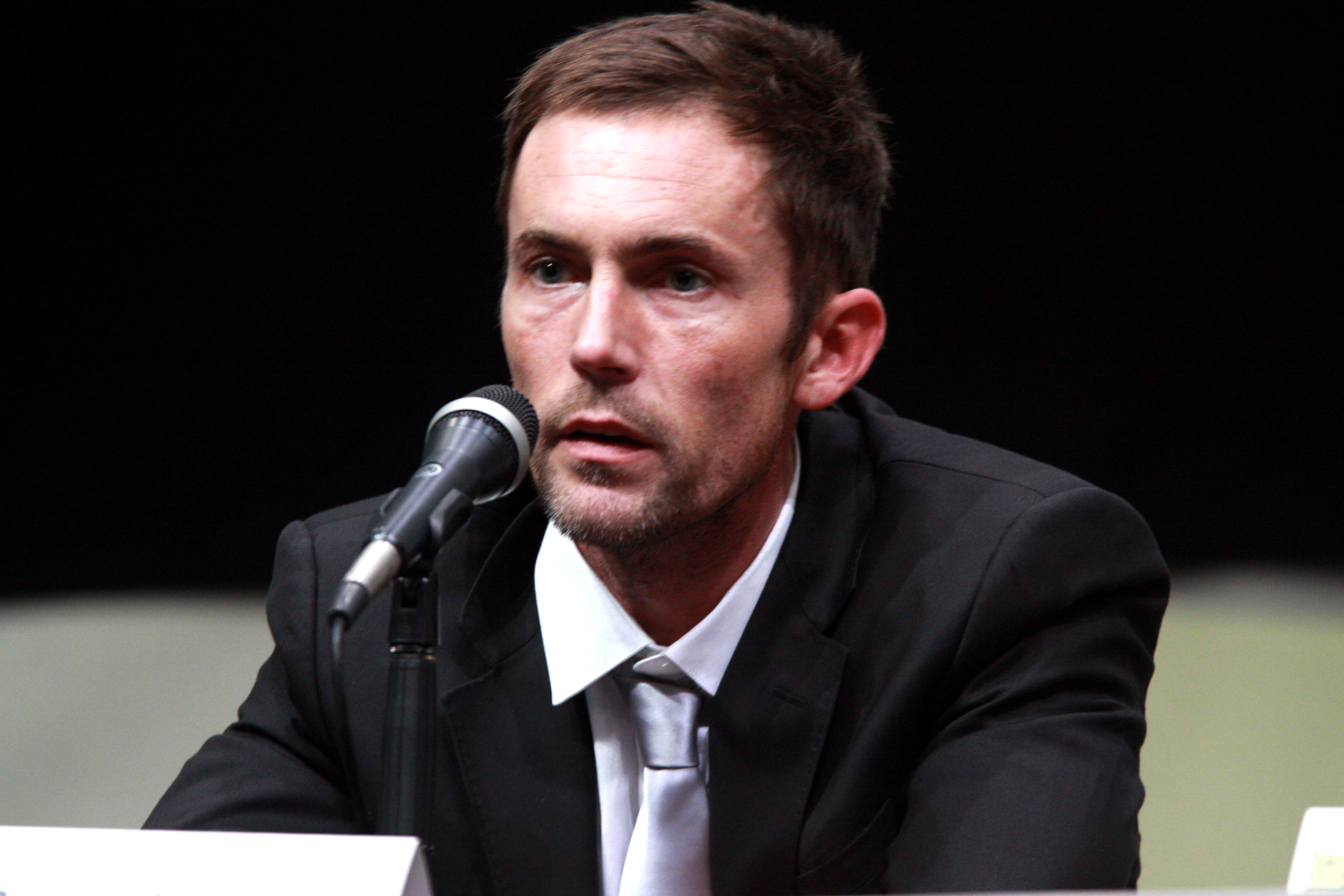
Desmond Harrington (* 1976)

- Harrington, Donald S. (1914–2005), US-amerikanischer Pfarrer und liberaler Politiker
- Harrington, Ellen (* 1963), US-amerikanische Filmwissenschaftlerin, Direktorin des DFF
- Harrington, Emerson (1864–1945), US-amerikanischer Politiker, Gouverneur von Maryland
- Harrington, Emily (* 1986), US-amerikanische Kletterin und Bergsteigerin
- Harrington, George (1815–1892), US-amerikanischer Diplomat
- Harrington, Henry W. (1825–1882), US-amerikanischer Politiker
- Harrington, Horacio (1910–1973), argentinischer Geologe und Paläontologe
- Harrington, James (1611–1677), englischer politischer Philosoph
- Harrington, Janice (* 1942), amerikanische Blues-, Gospel- und Jazzsängerin
- Harrington, Jay (* 1971), US-amerikanischer SchauspielerJay Harrington (* 1971)

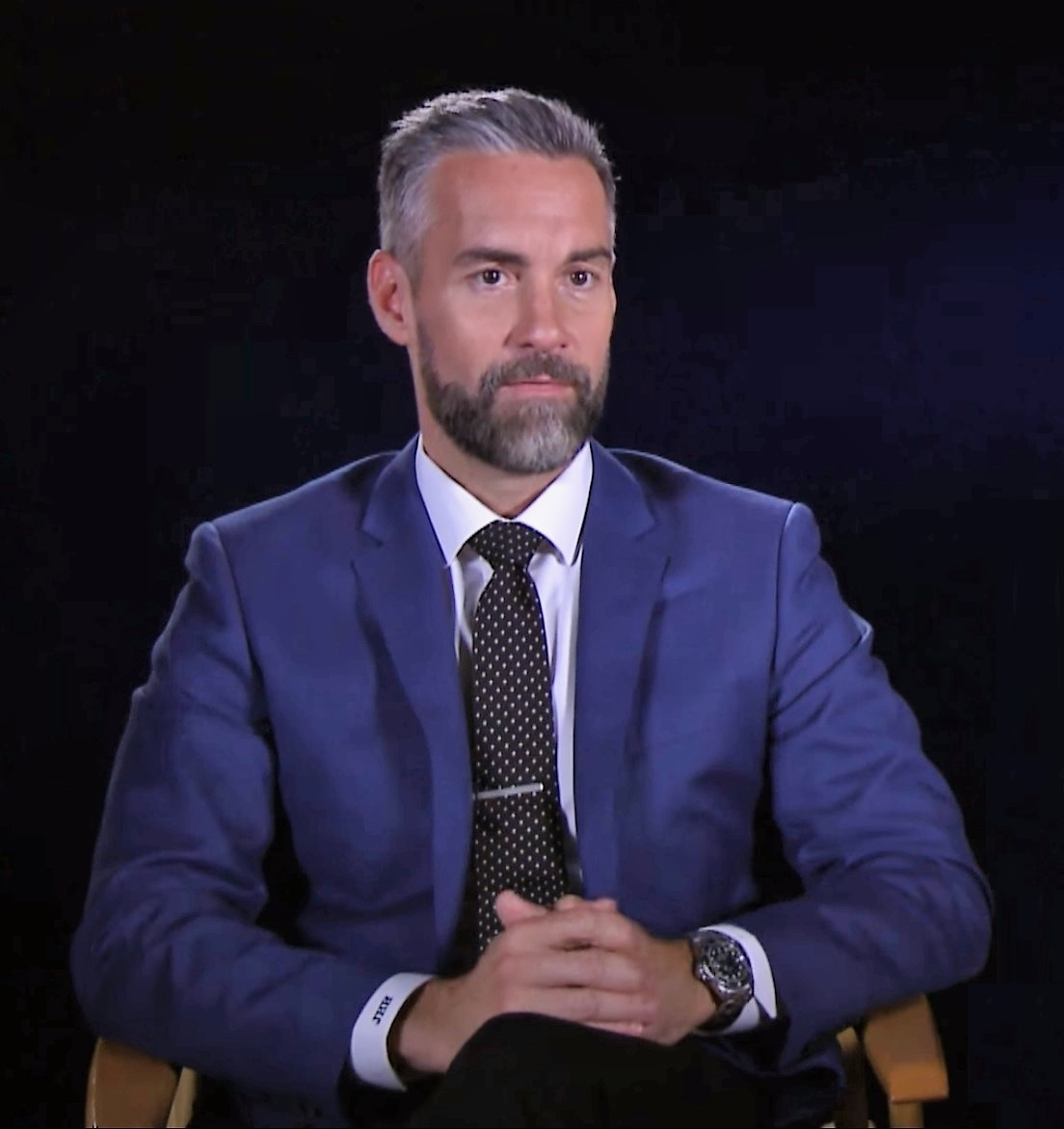
Jay Harrington (* 1971)

- Harrington, John (* 1957), US-amerikanischer Eishockeyspieler und -trainer
- Harrington, John Peabody (1884–1961), US-amerikanischer Völkerkundler und Linguist
- Harrington, Jonathan (* 1958), deutscher Hochschullehrer für Phonetik
- Harrington, Kellie (* 1989), irische Boxerin, Weltmeisterin 2018 im Leichtgewicht
- Harrington, Kerry-Lee (* 1986), südafrikanische Badmintonspielerin
- Harrington, Laura (* 1958), US-amerikanische Schauspielerin
- Harrington, Leo (* 1946), US-amerikanischer Mathematiker
- Harrington, Luca (* 2004), neuseeländischer Freestyle-Skisportler
- Harrington, Mark Walrod (1848–1926), US-amerikanischer Astronom und Meteorologe
- Harrington, Michael (1928–1989), US-amerikanischer demokratischer Sozialist, Buchautor, politischer Aktivist, Politikwissenschaftler und Radiosprecher
- Harrington, Michael (* 1986), US-amerikanischer Fußballspieler
- Harrington, Michael J. (* 1936), US-amerikanischer Politiker
- Harrington, Noel (* 1970), irischer Politiker (Fine Gael)
- Harrington, Oliver (1912–1995), US-amerikanischer Karikaturist, Schriftsteller und Bürgerrechtskämpfer
- Harrington, Pádraig (* 1971), irischer GgolfsportlerPádraig Harrington (* 1971)

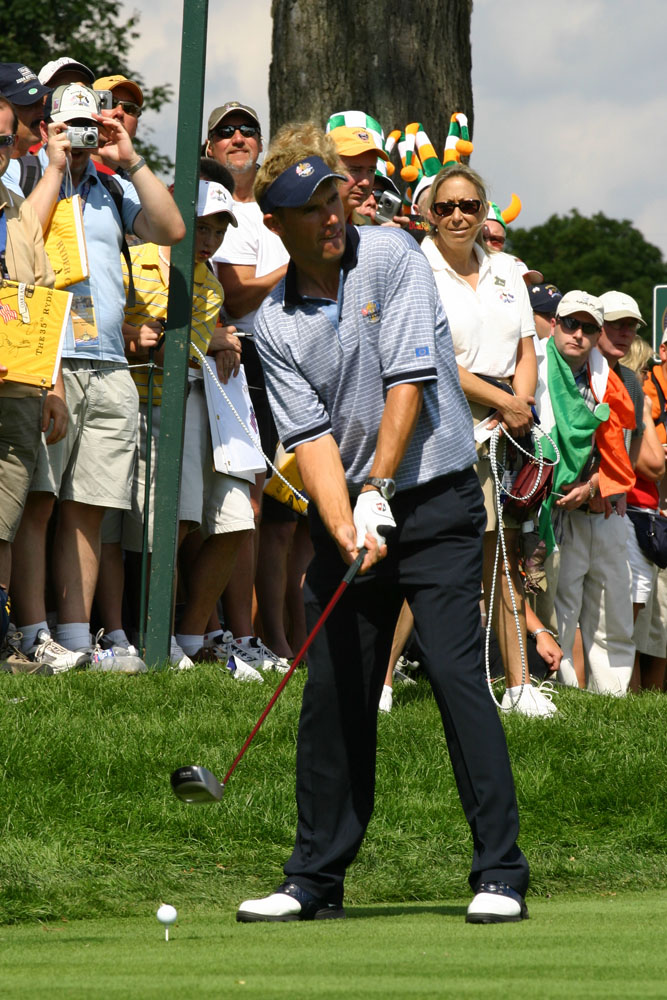
Pádraig Harrington (* 1971)

- Harrington, Patrick Joseph (* 1939), irischer Geistlicher, emeritierter römisch-katholischer Bischof von Lodwar
- Harrington, Paul (* 1960), irischer Musiker
- Harrington, Paul Randall (1911–1980), amerikanischer Orthopäde
- Harrington, Richard C. (1956–2004), englischer Psychiater, Professor für Kinder- und Jugendpsychiatrie
- Harrington, Richard, Baron Harrington of Watford (* 1957), britischer Politiker (Conservative Party)
- Harrington, Robert († 1487), englischer Ritter
- Harrington, Robert G. (1904–1987), US-amerikanischer Astronom
- Harrington, Rod (* 1957), englischer Dartspieler
- Harrington, Scott (* 1993), kanadischer Eishockeyspieler
- Harrington, Thomas (1400–1460), englischer Ritter
- Harrington, Timothy Joseph (1918–1997), US-amerikanischer Geistlicher und römisch-katholischer Bischof von Worcester
- Harrington, Vincent F. (1903–1943), US-amerikanischer Politiker
- Harrington, William († 1440), englischer Ritter

#### Harrio
- Harriot, Celin Izabel (* 1992), deutsche Schriftstellerin und Journalistin
- Harriot, Thomas (1560–1621), englischer Mathematiker, Naturphilosoph und Astronom
- Harriott, Ainsley (* 1957), englischer Fernseh-Koch und Moderator
- Harriott, Bill (1958–2011), kanadischer Skiläufer
- Harriott, Chester (1933–2013), britischer Musiker
- Harriott, Derrick (* 1939), jamaikanischer Sänger und Produzent
- Harriott, Joe (1928–1973), britischer Jazzmusiker jamaikanischer Herkunft
- Harriott, Juan Carlos (1936–2023), argentinischer Polospieler

#### Harris

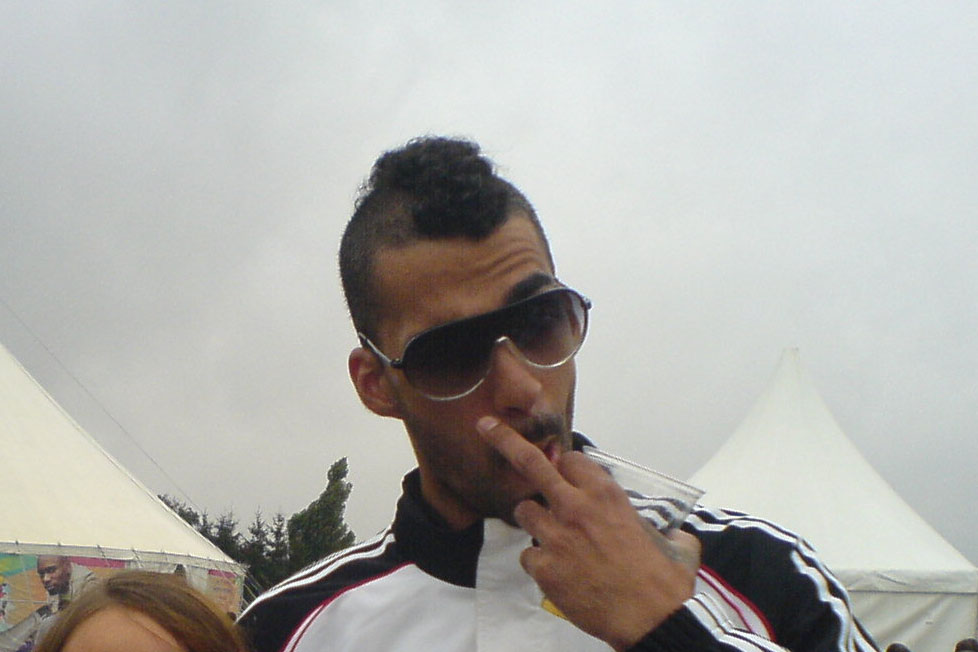
Harris (* 1977)

- Harris (* 1977), deutscher RapperHarris (* 1977)

###### Harris, A
- Harris, A. Brooks (* 1935), US-amerikanischer Physiker
- Harris, Ace (1910–1964), US-amerikanischer R&B- und Jazzmusiker
- Harris, Alan (1916–2000), britischer Bauingenieur
- Harris, Alan (* 1957), britischer Vogelillustrator
- Harris, Aleshea (* 1981), US-amerikanische Dramatikerin
- Harris, Alex (* 1994), schottischer Fußballspieler
- Harris, Alexander C. (* 1986), US-amerikanischer Basketballspieler
- Harris, Alice Seeley (1870–1970), britische Missionarin und Fotografin
- Harris, Alison, britische Schauspielerin
- Harris, Andrew (* 1994), australischer Tennisspieler
- Harris, Andrew L. (1835–1915), US-amerikanischer Politiker
- Harris, Andrew P. (* 1957), US-amerikanischer Politiker der Republikanischen Partei
- Harris, Angela, Baroness Harris of Richmond (* 1944), britische Politikerin, Life Peer und stellvertretende Speakerin im House of Lords
- Harris, Anita (* 1942), britische Schauspielerin, Musikerin und Tänzerin
- Harris, Anthony (* 1968), englischer Snookerspieler
- Harris, Anthony (* 1991), US-amerikanischer Footballspieler
- Harris, Anthony Charles (1790–1869), britischer Geschäftsmann und Antikensammler
- Harris, Archie (1918–1965), US-amerikanischer Leichtathlet
- Harris, Arthur (1890–1968), US-amerikanischer Polospieler und Offizier
- Harris, Arthur (1892–1984), britischer Luftmarschall, Oberkommandierender des Bomber Command im Zweiten WeltkriegArthur Harris (1892–1984)

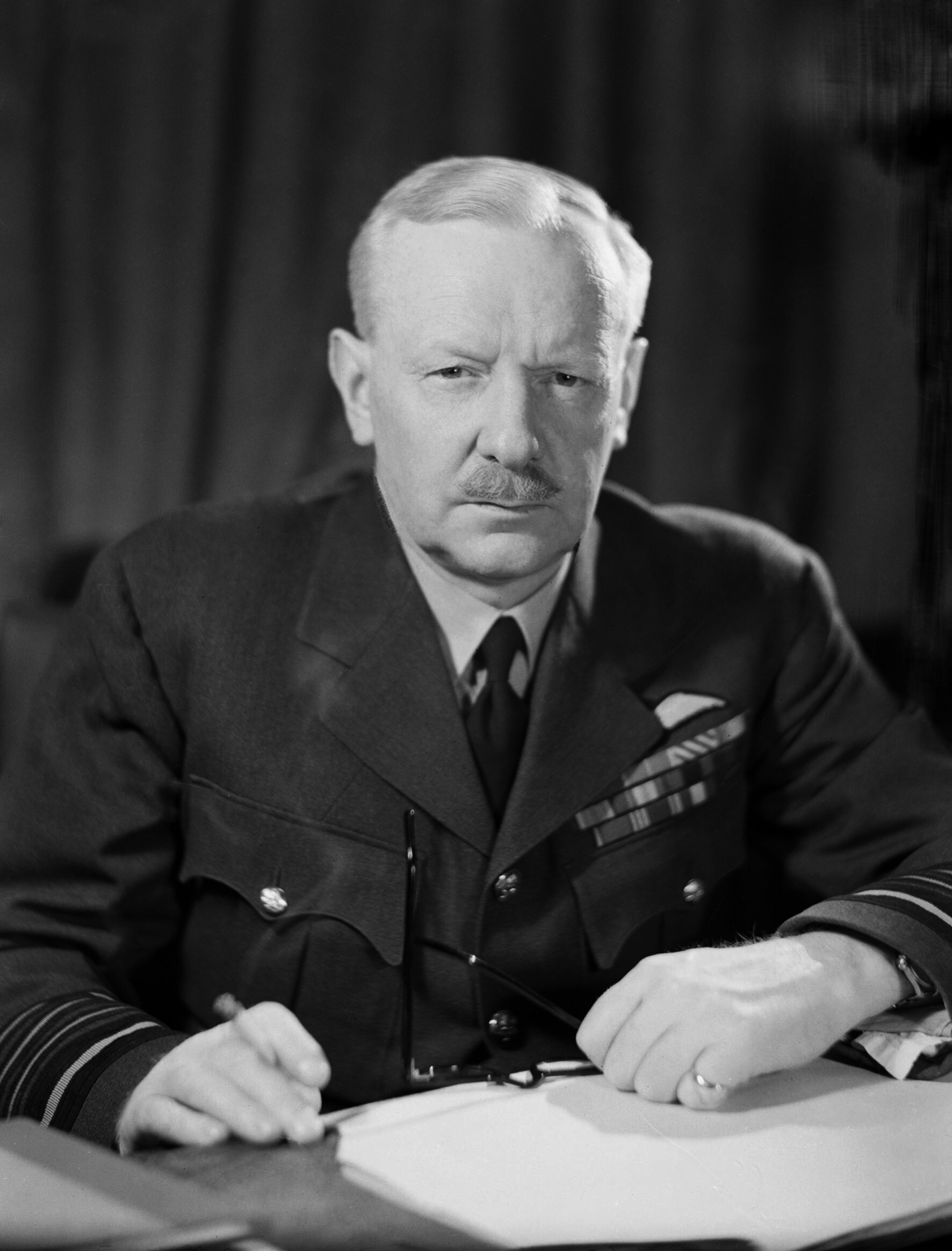
Arthur Harris (1892–1984)

- Harris, Arville (1904–1954), US-amerikanischer Jazzmusiker (Saxophone, Klarinette)
- Harris, Ashlyn (* 1985), US-amerikanische Fußballspielerin
- Harris, Augustine (1917–2007), britischer Geistlicher, römisch-katholischer Bischof von Middlesbrough

###### Harris, B
- Harris, Barbara (1935–2018), US-amerikanische Schauspielerin
- Harris, Barbara Clementine (1930–2020), US-amerikanische Priesterin in der Episcopal Church of the United States
- Harris, Barbara Eve (* 1959), kanadische Schauspielerin
- Harris, Barry (1929–2021), US-amerikanischer Jazz-Pianist
- Harris, Baxter (* 1940), US-amerikanischer Schauspieler in Film und Fernsehen
- Harris, Beaver (1936–1991), US-amerikanischer Jazz-Schlagzeuger
- Harris, Becky Jo (* 1992), US-amerikanische Theater und Filmschauspielerin
- Harris, Bende (* 1939), dänische Schauspielerin
- Harris, Benjamin Gwinn (1805–1895), US-amerikanischer Politiker
- Harris, Benjamin W. (1823–1907), US-amerikanischer Politiker
- Harris, Benny (1919–1975), US-amerikanischer Trompeter des Modern Jazz
- Harris, Bernard A. (* 1956), US-amerikanischer Astronaut
- Harris, Bert (1874–1897), britischer Bahnradsportler
- Harris, Bertha (1937–2005), US-amerikanische Schriftstellerin
- Harris, Betty (* 1939), US-amerikanische Sängerin
- Harris, Bill (1897–1961), US-amerikanischer Schwimmer
- Harris, Bill (1916–1973), US-amerikanischer Jazz-Posaunist
- Harris, Bill (1925–1988), US-amerikanischer RBB- und Jazzmusiker
- Harris, Billy (1935–2001), kanadischer Eishockeyspieler und -trainer
- Harris, Billy (* 1952), kanadischer Eishockeyspieler
- Harris, Billy (* 1995), britischer Tennisspieler
- Harris, Bob (1943–2001), US-amerikanischer Jazzpianist, Keyboarder und Arrangeur
- Harris, Bob (* 1956), englischer Snookerspieler
- Harris, Brad (1933–2017), amerikanischer Schauspieler
- Harris, Brant (* 1989), kanadischer Eishockeyspieler
- Harris, Brian (1935–2008), englischer Fußballspieler und -trainer
- Harris, Bruce (* 1979), US-amerikanischer Jazzmusiker (Trompete, Komposition)
- Harris, Bucky (1896–1977), US-amerikanischer Baseballspieler und -trainer

###### Harris, C
- Harris, Caleel (* 2003), US-amerikanischer Schauspieler und Synchronsprecher
- Harris, Callard, US-amerikanischer Schauspieler
- Harris, Calvin (* 1984), britischer DJ, Sänger, Songwriter und ProduzentCalvin Harris (* 1984)

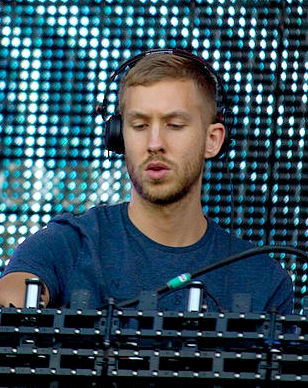
Calvin Harris (* 1984)

- Harris, Caroline, US-amerikanische Schauspielerin
- Harris, Cassandra (1948–1991), australische Filmschauspielerin
- Harris, Charlaine (* 1951), US-amerikanische Romance-Autorin
- Harris, Charles B. (1940–2020), US-amerikanischer Physikochemiker
- Harris, Charles M. (1821–1896), US-amerikanischer Politiker
- Harris, Chauncy (1914–2003), US-amerikanischer Geograph
- Harris, Chris (* 1973), US-amerikanischer Wrestler
- Harris, Chris (* 1975), britischer Motorjournalist und RennfahrerChris Harris (* 1975)

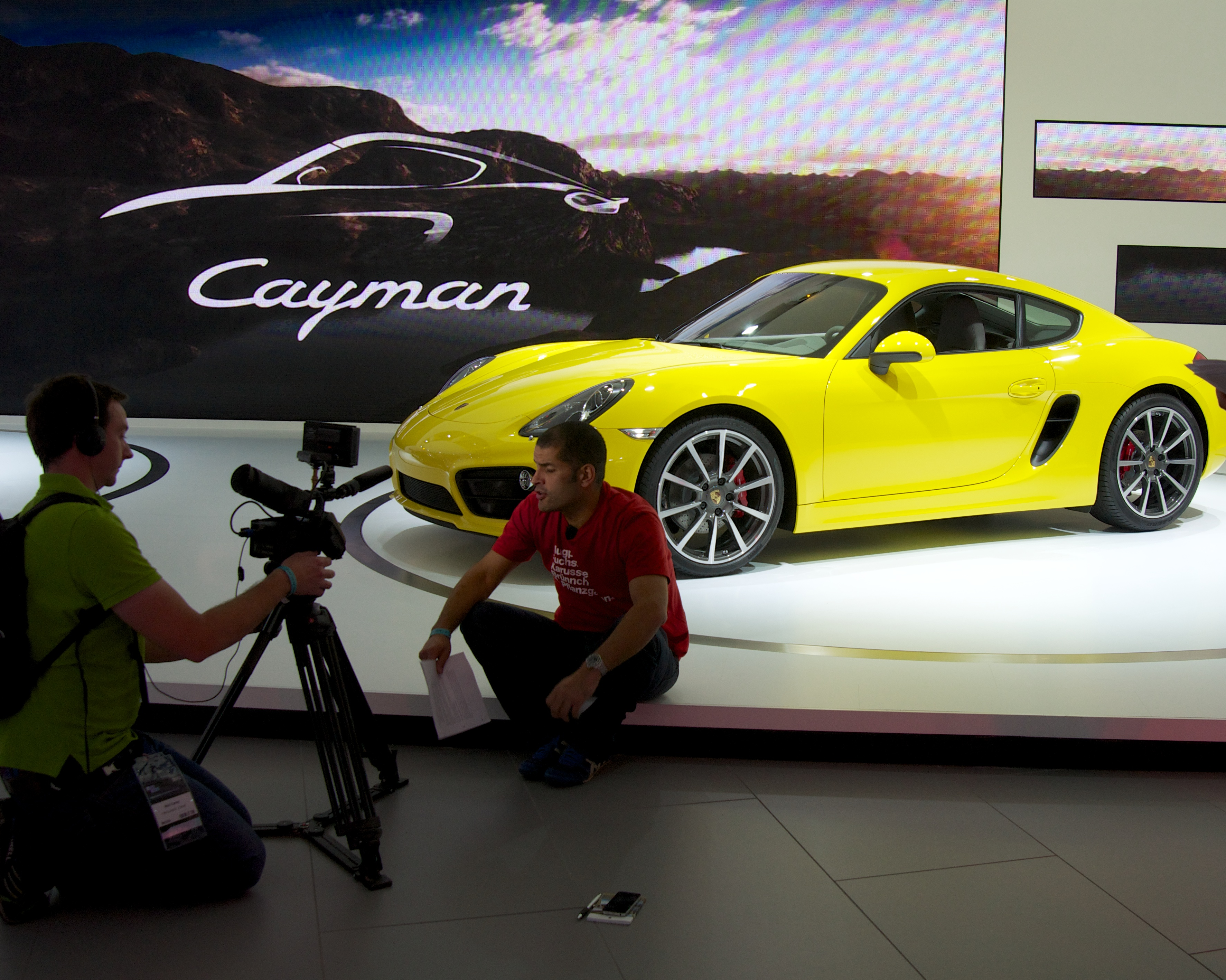
Chris Harris (* 1975)

- Harris, Chris (* 1979), kanadischer Basketballspieler und Basketballtrainer
- Harris, Chris (* 1989), US-amerikanischer American-Football-Spieler
- Harris, Christopher (* 1985), neuseeländischer Ruderer
- Harris, Christopher Columbus (1842–1935), US-amerikanischer Rechtsanwalt, Bankier und Politiker
- Harris, Claude Jr. (1940–1994), US-amerikanischer Jurist und Politiker
- Harris, Clement (1871–1897), britischer Pianist und Komponist
- Harris, Cliff (* 1948), US-amerikanischer American-Football-Spieler und Unternehmer
- Harris, Corey (* 1969), US-amerikanischer Blues- und Reggae-Gitarrist, Sänger und Songschreiber
- Harris, Craig (* 1953), US-amerikanischer Jazzmusiker (Posaune, Komposition)

###### Harris, D
- Harris, Dalton (* 1993), jamaikanischer Sänger
- Harris, Damian (* 1958), britisch-US-amerikanischer Filmregisseur und Drehbuchautor
- Harris, Damien (* 1997), US-amerikanischer Footballspieler
- Harris, Dan (* 1979), US-amerikanischer Drehbuchautor und Regisseur
- Harris, Daniel († 1840), britischer Architekt
- Harris, Daniel D. (1947–2012), US-amerikanischer Gitarrist und Schauspieler
- Harris, Danielle (* 1977), US-amerikanische SchauspielerinDanielle Harris (* 1977)

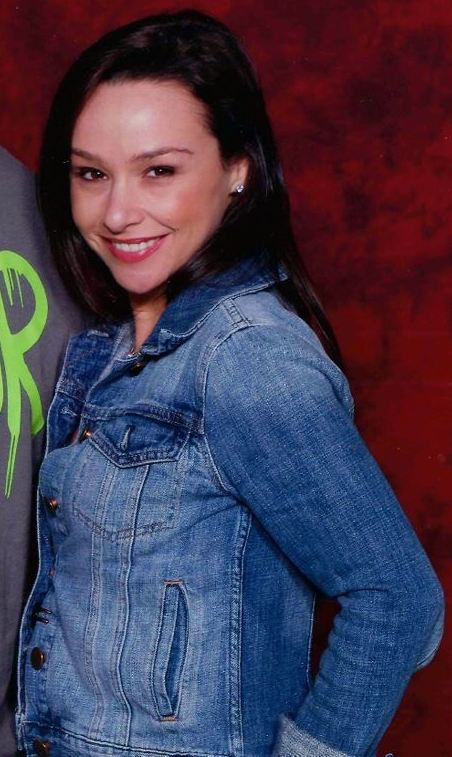
Danielle Harris (* 1977)

- Harris, Danny (* 1965), amerikanischer Hürdenläufer
- Harris, David (1946–2023), US-amerikanischer Journalist und Autor
- Harris, David (* 1961), neuseeländischer Programmierer
- Harris, Deion (* 1995), US-amerikanischer American-Football-Spieler
- Harris, Del (* 1937), US-amerikanischer Basketballtrainer
- Harris, Del (* 1969), englischer Squashspieler
- Harris, Devin (* 1983), US-amerikanischer Basketballspieler
- Harris, Devon (* 1964), jamaikanischer Bobfahrer
- Harris, Dickie (1918–2009), US-amerikanischer Jazz- und Rhythm-&-Blues-Musiker (Posaune)
- Harris, Dionna (* 1968), US-amerikanische Softballspielerin
- Harris, Don Sugarcane (1938–1999), US-amerikanischer Violinist und Gitarrist
- Harris, Donald J. (* 1938), jamaikanisch-amerikanischer Wirtschaftswissenschaftler
- Harris, Dylan J., US-amerikanischer Schauspieler

###### Harris, E
- Harris, E. Lynn (1955–2009), US-amerikanischer Schriftsteller
- Harris, Ed (* 1950), US-amerikanischer Schauspieler, Regisseur und FilmproduzentEd Harris (* 1950)

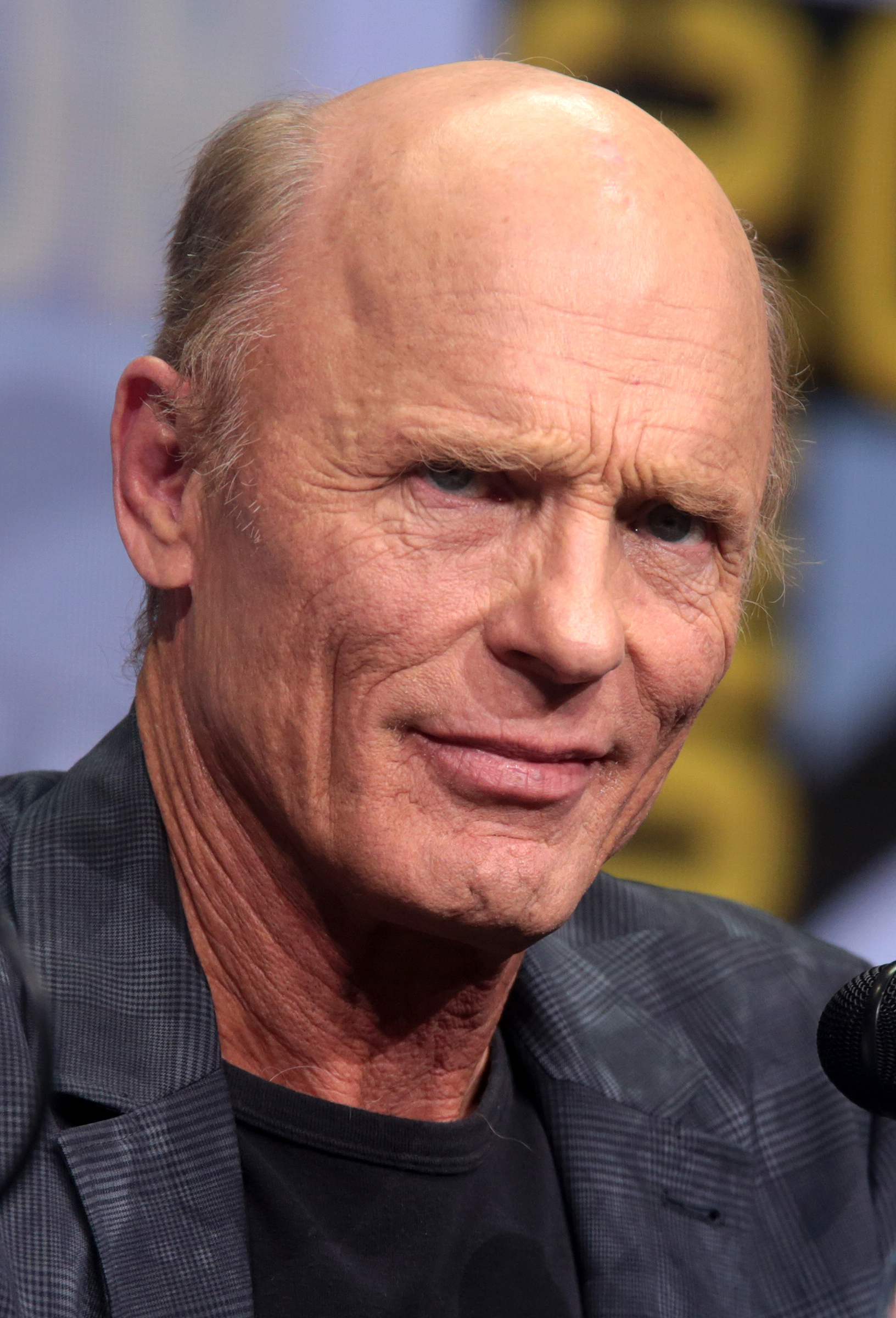
Ed Harris (* 1950)

- Harris, Eddie (1934–1996), US-amerikanischer Jazzmusiker
- Harris, Edward (* 1946), bermudianischer Archäologe
- Harris, Edwin (1855–1906), englischer Maler des Spätimpressionismus
- Harris, Elias (* 1989), deutscher Basketballspieler
- Harris, Elisha (1791–1861), US-amerikanischer Politiker
- Harris, Elwin Elmer (1897–2000), US-amerikanischer Chemiker
- Harris, Emily Cumming (1837–1925), neuseeländische Malerin
- Harris, Emmylou (* 1947), US-amerikanische Country-Sängerin
- Harris, Eric (1981–1999), US-amerikanischer Schüler und Attentäter (Columbine High School)
- Harris, Estelle (1928–2022), US-amerikanische Schauspielerin, Synchronsprecherin und Komikerin
- Harris, Eve (* 1973), britische Schriftstellerin

###### Harris, F
- Harris, Facia Boyenoh, liberianische Anwältin und Frauenrechtlerin
- Harris, Flirtisha (* 1972), US-amerikanische Sprinterin
- Harris, Ford W. (1877–1962), amerikanischer Ingenieur und Patentanwalt
- Harris, Franco (1950–2022), US-amerikanischer Footballspieler
- Harris, Frank († 2020), US-amerikanischer Kameramann und Regisseur
- Harris, Frank (1856–1931), irisch-englischer Autor und Redakteur
- Harris, Frank Gaines (1871–1944), US-amerikanischer Politiker
- Harris, Fred R. (1930–2024), US-amerikanischer Politiker
- Harris, Frederick (* 1984), sierra-leonischer Judoka
- Harris, Frieda (1877–1962), englische Künstlerin, Politikergattin und späte Weggefährtin des Okkultisten Aleister Crowley

###### Harris, G
- Harris, Gary (* 1994), US-amerikanischer Basketballspieler
- Harris, Gene (1933–2000), US-amerikanischer Jazzpianist
- Harris, George (* 1949), britischer SchauspielerGeorge Harris (* 1949)

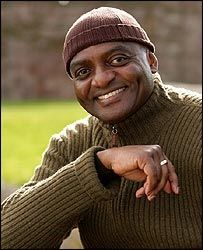
George Harris (* 1949)

- Harris, George E. (1827–1911), US-amerikanischer Politiker
- Harris, George, 1. Baron Harris (1746–1829), britischer Offizier
- Harris, George, 3. Baron Harris (1810–1872), britischer Peer und Kolonialbeamter
- Harris, George, 4. Baron Harris (1851–1932), englischer Cricketspieler und Kapitän der englischen Nationalmannschaft; Gouverneur von Bombay
- Harris, Georges (1921–2019), belgischer Autorennfahrer
- Harris, Georgia (* 2004), australische Sprinterin
- Harris, Gerry (1935–2020), englischer Fußballspieler
- Harris, Gilbert Dennison (1864–1952), US-amerikanischer Paläontologe
- Harris, Giordan (* 1993), marshallischer Schwimmer
- Harris, Gordon (1940–2014), englischer Fußballspieler
- Harris, Grace (* 1993), australische Cricketspielerin
- Harris, Greg (* 1955), US-amerikanischer Politiker

###### Harris, H
- Harris, Hal (1920–1992), US-amerikanischer Rockabilly-Musiker und Gitarrist
- Harris, Harold (* 1934), US-amerikanischer Jazzmusiker
- Harris, Harriet Sansom (* 1955), US-amerikanische Schauspielerin
- Harris, Harry (1880–1958), US-amerikanischer Boxer
- Harris, Harry B. (* 1956), US-amerikanischer Admiral
- Harris, Henry (1866–1912), US-amerikanischer Theaterproduzent und -managerHenry Harris (1866–1912)

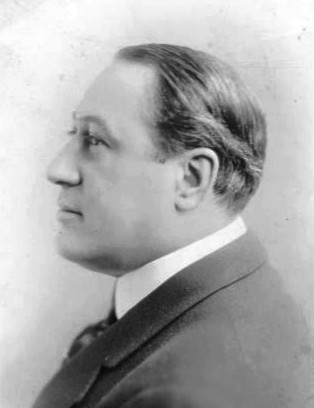
Henry Harris (1866–1912)

- Harris, Henry (1925–2014), australischer Mediziner und Zellbiologe
- Harris, Henry Albert (1886–1968), britischer Anatom
- Harris, Henry R. (1828–1909), US-amerikanischer Politiker
- Harris, Henry S. (1850–1902), US-amerikanischer Politiker
- Harris, Herbert (1926–2014), US-amerikanischer Politiker
- Harris, Herman, US-amerikanischer Basketballspieler
- Harris, Hilary (1929–1999), US-amerikanischer Filmregisseur, Naturfilmer, Kameramann und kinetischer Bildhauer
- Harris, Howell (1714–1773), walisischer methodistischer Prediger und Führer der Erweckungsbewegung
- Harris, Hugh P. (1909–1979), US-amerikanischer Offizier, General der US-Army
- Harris, Hunter Jr. (1909–1987), US-amerikanischer Offizier, General der US Air Force

###### Harris, I
- Harris, Ira (1802–1875), US-amerikanischer Jurist und Politiker
- Harris, Isaiah (* 1996), US-amerikanischer Leichtathlet
- Harris, Isham G. (1818–1897), US-amerikanischer Politiker

###### Harris, J
- Harris, Jack (1905–1971), britischer Filmeditor
- Harris, Jack (* 1948), kanadischer Politiker
- Harris, Jaivon (* 1982), US-amerikanischer Basketballspieler
- Harris, James (1709–1780), englischer Gelehrter und Politiker
- Harris, James (* 1991), US-amerikanischer Sprinter
- Harris, James B. (* 1928), US-amerikanischer Regisseur, Drehbuchautor, Filmproduzent
- Harris, James E. (1840–1923), US-amerikanischer Politiker
- Harris, James Howard, 3. Earl of Malmesbury (1807–1889), britischer Staatsmann
- Harris, James Morrison (1817–1898), US-amerikanischer Politiker
- Harris, James Rendel (1852–1941), britischer Theologe
- Harris, James, 1. Earl of Malmesbury (1746–1820), englischer Diplomat
- Harris, Jamie (* 1963), britischer Schauspieler
- Harris, Jane (* 1961), britische Schriftstellerin
- Harris, Jared (* 1961), britischer SchauspielerJared Harris (* 1961)

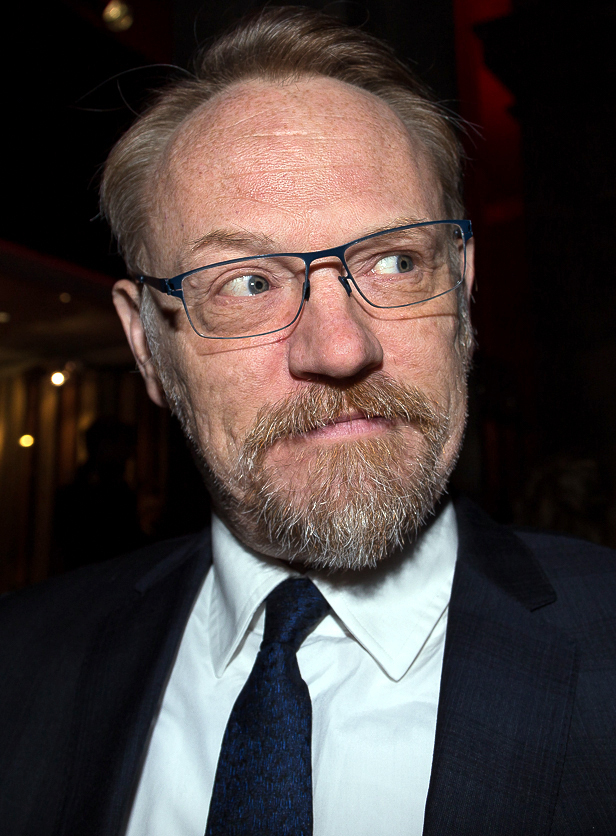
Jared Harris (* 1961)

- Harris, Jasper (* 1996), britischer Filmschauspieler
- Harris, Jean C. (1927–1988), amerikanische Kunsthistorikerin und Museumsdirektorin
- Harris, Jed (1900–1979), US-amerikanischer Broadway-Produzent und Drehbuchautor
- Harris, Jeremy O. (* 1989), US-amerikanischer Schauspieler, Dramatiker und Philanthrop
- Harris, Jerome (* 1953), US-amerikanischer Jazzbassist und -gitarrist
- Harris, Jessica B. (* 1948), US-amerikanische Historikerin
- Harris, Jet (1939–2011), britischer MusikerJet Harris (1939–2011)

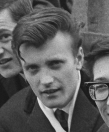
Jet Harris (1939–2011)

- Harris, Joanne (* 1964), britische Schriftstellerin
- Harris, Joe (1926–2016), US-amerikanischer Jazz-Musiker
- Harris, Joe (1943–2003), belgischer Sänger
- Harris, Joe (1945–1990), US-amerikanischer Boxer
- Harris, Joe (* 1951), US-amerikanischer Mathematiker
- Harris, Joe (* 1991), US-amerikanischer Basketballspieler
- Harris, Joe Frank (* 1936), US-amerikanischer Politiker
- Harris, Joel Chandler (1848–1908), US-amerikanischer Journalist und Schriftsteller
- Harris, Johana (1912–1995), kanadische Pianistin, Komponistin und Musikpädagogin
- Harris, John (1666–1719), englischer Geistlicher und Mathematiker
- Harris, John (1760–1824), US-amerikanischer Politiker
- Harris, John (1793–1864), Befehlshaber des amerikanischen Marine Corps
- Harris, John (1917–1988), schottischer Fußballspieler und -trainer
- Harris, John (1938–2021), britischer Autorennfahrer
- Harris, John (* 1948), englischer Illustrator und Maler
- Harris, John S. (1825–1906), US-amerikanischer Politiker
- Harris, John T. (1823–1899), US-amerikanischer Politiker
- Harris, John, Baron Harris of Greenwich (1930–2001), britischer Journalist und Politiker
- Harris, Johnny (* 1974), britischer SchauspielerJohnny Harris (* 1974)

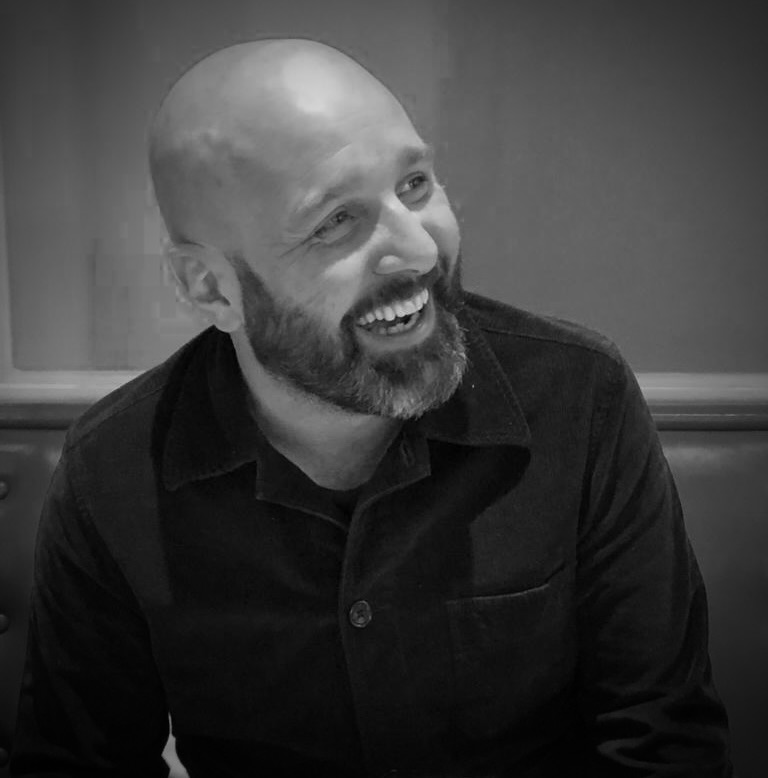
Johnny Harris (* 1974)

- Harris, Johnny (* 1988), US-amerikanischer YouTuber
- Harris, Joi (1976–2017), amerikanische Motorradstraßenrennfahrerin und Stuntwoman
- Harris, Jon (* 1967), britischer Filmeditor und Regisseur
- Harris, Jonah (* 1999), nauruischer Leichtathlet
- Harris, Jonathan (1914–2002), US-amerikanischer Schauspieler und Synchronsprecher
- Harris, Jose (1941–2023), britische Historikerin
- Harris, Joseph Everard (* 1942), trinidadischer Geistlicher, emeritierter römisch-katholischer Erzbischof von Port of Spain
- Harris, Joseph Michael, US-amerikanischer Schauspieler
- Harris, Josh (* 1964), US-amerikanischer Unternehmer und Investor
- Harris, Josh (* 1989), US-amerikanischer American-Football-Spieler
- Harris, Joshua (* 1974), US-amerikanischer Autor und Theologe
- Harris, Judith Rich (1938–2018), US-amerikanische Psychologin
- Harris, Julie (1921–2015), britische Kostümbildnerin
- Harris, Julie (1925–2013), US-amerikanische Schauspielerin
- Harris, Julius (1923–2004), US-amerikanischer Schauspieler

###### Harris, K
- Harris, Kamala (* 1964), US-amerikanische Juristin und PolitikerinKamala Harris (* 1964)

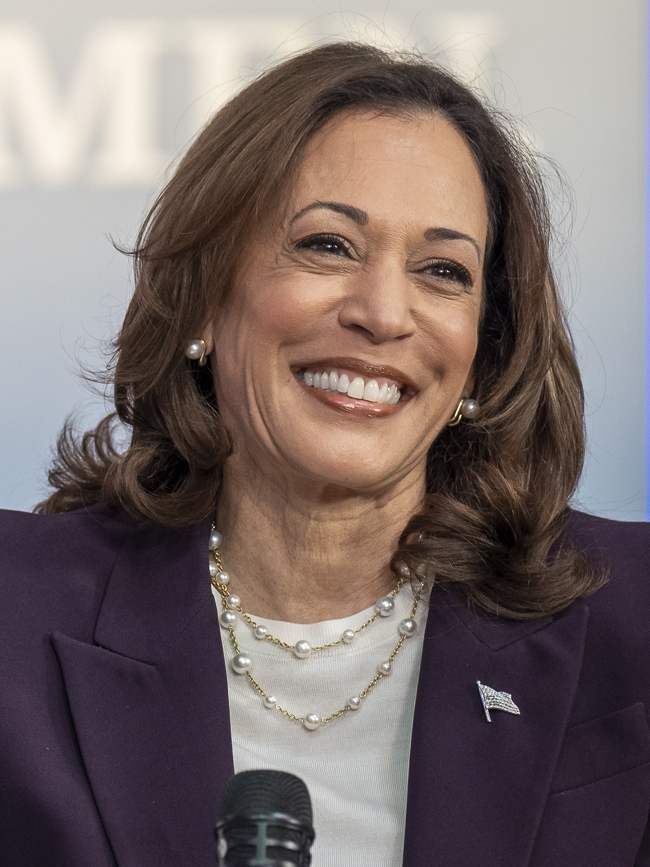
Kamala Harris (* 1964)

- Harris, Kareem (* 1988), Fußballspieler von St. Kitts und Nevis
- Harris, Katherine (* 1957), US-amerikanische Politikerin
- Harris, Keith (1947–2015), britischer Bauchredner
- Harris, Kerry (* 1949), australische Tennisspielerin
- Harris, Kevin Bruce, amerikanischer Jazz-Bassist
- Harris, Kim (* 1960), dänischer Schauspieler
- Harris, Kwame (* 1982), US-amerikanischer Footballspieler
- Harris, Kylie Rae (1989–2019), US-amerikanische Singer-Songwriterin

###### Harris, L
- Harris, Lafayette (* 1963), amerikanischer Jazzpianist
- Harris, Lagumot (1938–1999), nauruischer Politiker, Präsident der Republik Nauru
- Harris, Laura (* 1976), kanadische Schauspielerin
- Harris, Lawren (1885–1970), kanadischer Maler
- Harris, Lee (* 1962), britischer Schlagzeuger und Musiker
- Harris, Leigh (* 1954), US-amerikanische Schauspielerin und Model
- Harris, Leigh († 2019), US-amerikanische Jazzmusikerin (Gesang)
- Harris, Leon (1929–2022), US-amerikanischer Szenenbildner und Artdirector
- Harris, Leonard (1929–2011), amerikanischer Schauspieler, Kritiker und Autor
- Harris, Leopold (1874–1933), deutscher Unternehmer und im November 1919 Polizeipräsident in Frankfurt am Main
- Harris, Leroy junior (1916–2005), US-amerikanischer Jazz- und Rhythm-&-Blues-Musiker (Altsaxophon, Klarinette, Gesang)
- Harris, Leroy senior (1895–1969), US-amerikanischer Jazzmusiker (Banjo, Gitarre, auch Flöte)
- Harris, Lesley (* 1954), kanadische Badmintonspielerin
- Harris, Lloyd (* 1997), südafrikanischer Tennisspieler
- Harris, Louis (1906–1991), US-amerikanischer Filmproduzent
- Harris, Lusia (1955–2022), US-amerikanische Basketballspielerin
- Harris, Lynette (* 1954), US-amerikanische Filmschauspielerin und Model

###### Harris, M
- Harris, Maddie (* 2000), US-amerikanische Speerwerferin
- Harris, Madeleine (* 2001), englische Kinderdarstellerin
- Harris, Madonna (* 1956), neuseeländische Sportlerin und Unternehmerin
- Harris, Major (1947–2012), US-amerikanischer Soul-Sänger
- Harris, Malik (* 1997), deutscher Popmusiker und SongwriterMalik Harris (* 1997)

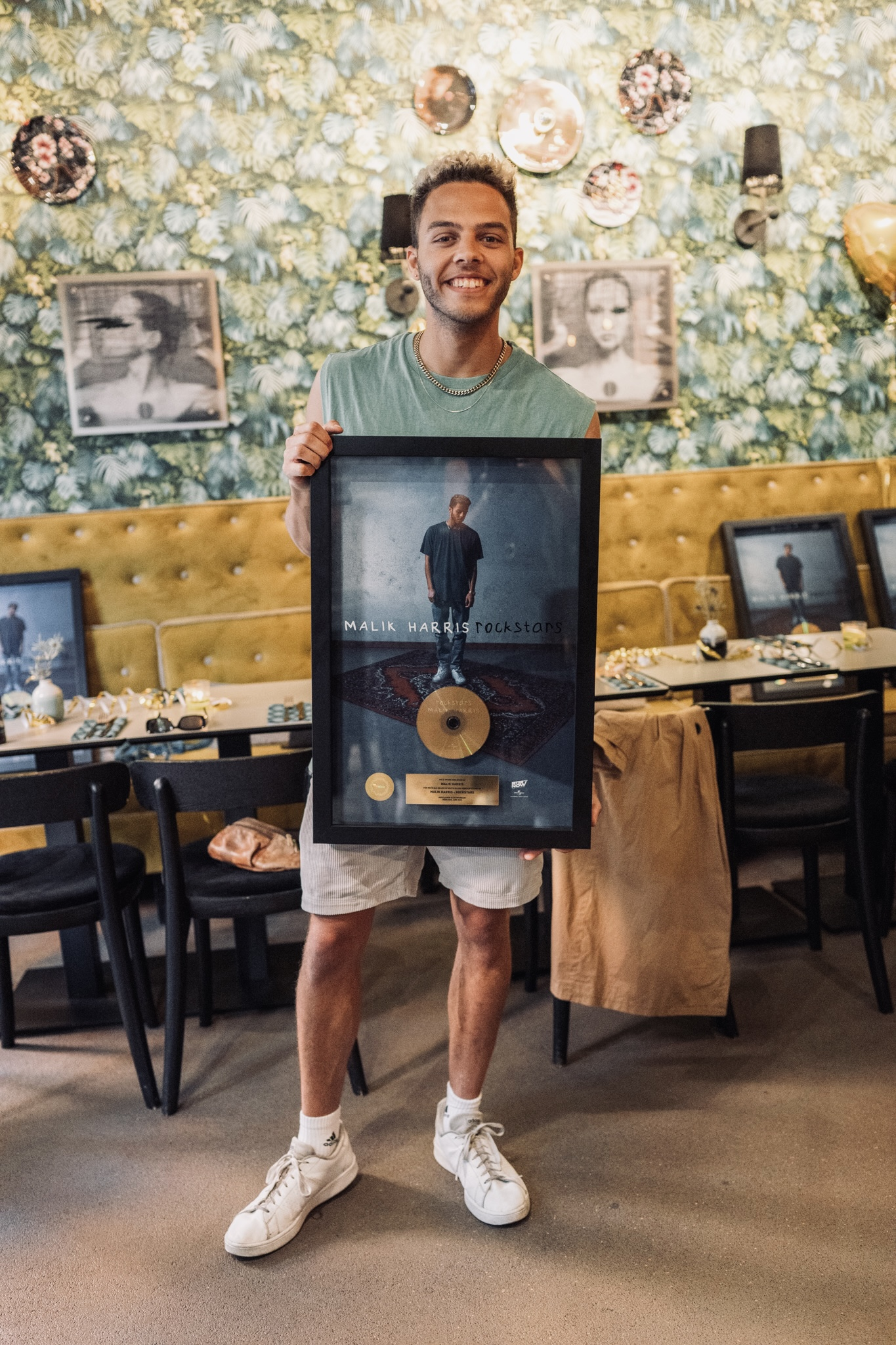
Malik Harris (* 1997)

- Harris, Marcelite J. (1943–2018), US-amerikanische Militärangehörige
- Harris, Marcus (* 1964), britischer Schauspieler
- Harris, Marilyn (1924–1999), US-amerikanische Schauspielerin
- Harris, Marion (1896–1944), US-amerikanische Blues-, Pop und Jazzsängerin
- Harris, Mark (1779–1843), US-amerikanischer Politiker
- Harris, Mark (1922–2007), US-amerikanischer Autor
- Harris, Mark (* 1966), US-amerikanischer Pastor und Politiker
- Harris, Mark (* 1998), walisischer Fußballspieler
- Harris, Mark Jonathan (* 1941), US-amerikanischer Filmproduzent, Drehbuchautor und Filmregisseur für Dokumentarfilme sowie Autor
- Harris, Mark W. (* 1951), US-amerikanischer unitarischer Theologe und Geistlicher
- Harris, Martin (1783–1875), Mitglied der Kirche Jesu Christi der Heiligen der Letzten Tage, Finanzier des Buches Mormon
- Harris, Marvin (1927–2001), US-amerikanischer Anthropologe
- Harris, Mary Styles (* 1949), US-amerikanische Genetikerin und Hochschullehrerin
- Harris, Max (1921–1995), australischer Dichter, Literaturkritiker und Herausgeber
- Harris, Maya (* 1967), US-amerikanische Anwältin und FernsehmoderatorinMaya Harris (* 1967)

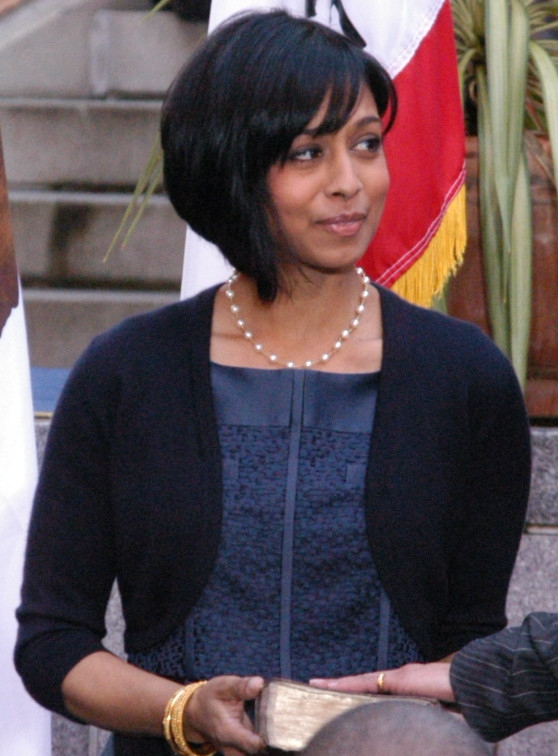
Maya Harris (* 1967)

- Harris, Medi (* 2002), britische Schwimmerin
- Harris, Meena (* 1984), US-amerikanischen Anwältin, Produzentin, Kinderbuchautorin und Gründerin der Phenomenal Woman Action Campaign
- Harris, Meg (* 2002), australische Schwimmerin
- Harris, Mel (* 1956), US-amerikanische Schauspielerin
- Harris, Merriman Colbert (1846–1921), US-amerikanischer Geistlicher
- Harris, Michael (* 1954), US-amerikanischer Mathematiker
- Harris, Mick (* 1967), britischer Musiker und Produzent
- Harris, Mike (1939–2021), simbabwischer Formel-1-Rennfahrer
- Harris, Mike (* 1945), kanadischer Politiker und 22. Premierminister von Ontario
- Harris, Mike (* 1967), kanadischer Curler
- Harris, Mildred (1901–1944), US-amerikanische Filmschauspielerin
- Harris, Milton (1906–1991), US-amerikanischer Chemiker
- Harris, Mitch (* 1970), US-amerikanischer Musiker
- Harris, Moira (* 1954), US-amerikanische Schauspielerin
- Harris, Moses (1731–1785), englischer Entomologe und Kupferstecher
- Harris, Murray M. (1866–1922), US-amerikanischer Orgelbauer

###### Harris, N
- Harris, Najee (* 1998), US-amerikanischer American-Football-Spieler
- Harris, Naomie (* 1976), britische Filmschauspielerin
- Harris, Naquille (* 2002), Leichtathlet aus St. Kitts und Nevis
- Harris, Nathaniel Edwin (1846–1929), US-amerikanischer Politiker (Demokratische Partei) und Gouverneur des Bundesstaates Georgia
- Harris, Neil Patrick (* 1973), US-amerikanischer Schauspieler, Produzent, Regisseur und MusicaldarstellerNeil Patrick Harris (* 1973)

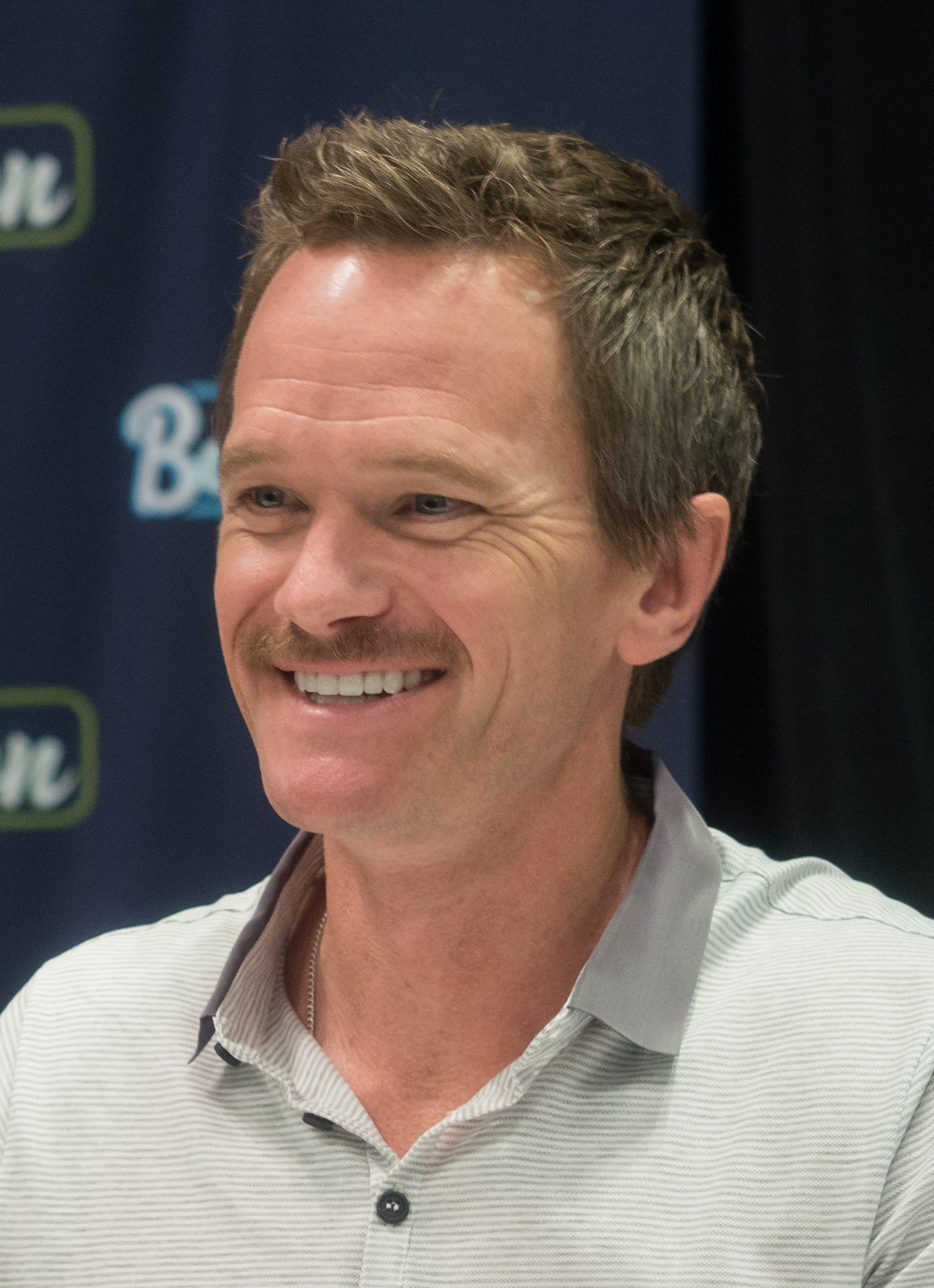
Neil Patrick Harris (* 1973)

- Harris, Nigel (* 1935), britischer Wirtschaftswissenschaftler
- Harris, Norma (* 1947), US-amerikanische Sprinterin

###### Harris, O
- Harris, Oliver (* 1978), britischer Kriminalschriftsteller
- Harris, Oren (1903–1997), US-amerikanischer Jurist und Politiker
- Harris, Otis (* 1982), US-amerikanischer Sprinter und Staffel-Olympiasieger

###### Harris, P
- Harris, Patricia Roberts (1924–1985), US-amerikanische Politikerin
- Harris, Patrick (1934–2020), britischer Theologe; Bischof von Southwell
- Harris, Paul (* 1955), englischer Musikpädagoge, Komponist und Klarinettist
- Harris, Paul Percy (1868–1947), US-amerikanischer Gründer des Rotary Club
- Harris, Peppermint (1925–1999), US-amerikanischer R&B-Musiker
- Harris, Percy (1876–1952), britischer Politiker (Liberal Party)
- Harris, Peter (1925–2003), englischer Fußballspieler
- Harris, Phil (1904–1995), US-amerikanischer Musiker, Bandleader, Entertainer und Schauspieler
- Harris, Phil (1956–2010), US-amerikanischer KapitänPhil Harris (1956–2010)

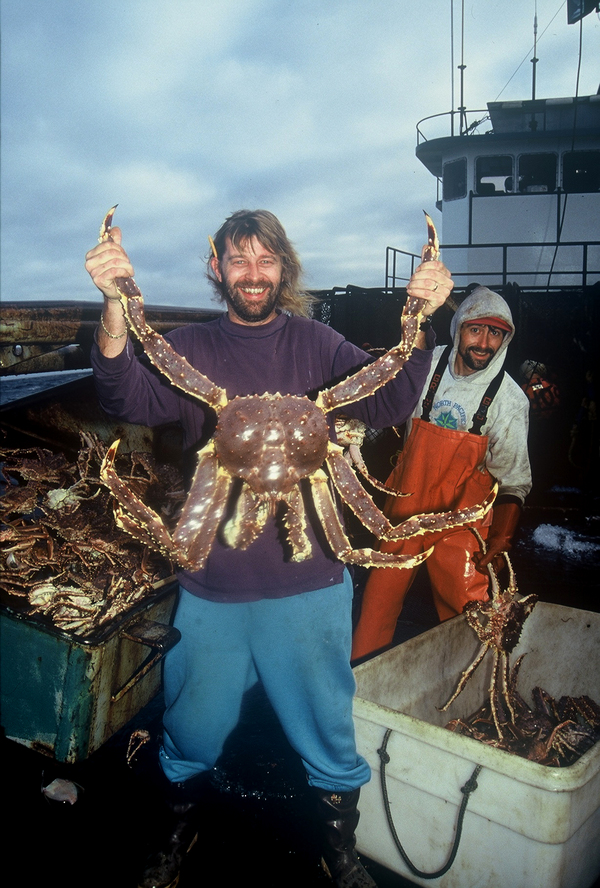
Phil Harris (1956–2010)

- Harris, Philip, Baron Harris of Peckham (* 1942), englischer Politiker der Conservative Party und Mitglied des House of Lords
- Harris, Piper Mackenzie (* 2000), US-amerikanische Schauspielerin
- Harris, Pippa (* 1967), britische Filmproduzentin
- Harris, Preben (* 1935), dänischer Schauspieler, Regisseur und Theaterintendant

###### Harris, R
- Harris, Rachael (* 1968), US-amerikanische Schauspielerin und Komikerin
- Harris, Rachel, britische Musikethnologin
- Harris, Rachel (* 1975), englisch-deutsche Geigerin
- Harris, Ralph, Baron Harris of High Cross (1924–2006), britischer Wirtschaftswissenschaftler und Hochschullehrer
- Harris, Ratzo (* 1955), amerikanischer Jazzmusiker (Kontrabass) und Musikjournalist
- Harris, Ray (1927–2003), US-amerikanischer Rockabilly-Sänger
- Harris, Reg (1920–1992), britischer Bahnradrennfahrer
- Harris, Reginald L. (1890–1959), US-amerikanischer Politiker
- Harris, René (1947–2008), nauruischer Politiker und viermal Präsident der Republik Nauru
- Harris, Richard (1930–2002), irischer SchauspielerRichard Harris (1930–2002)

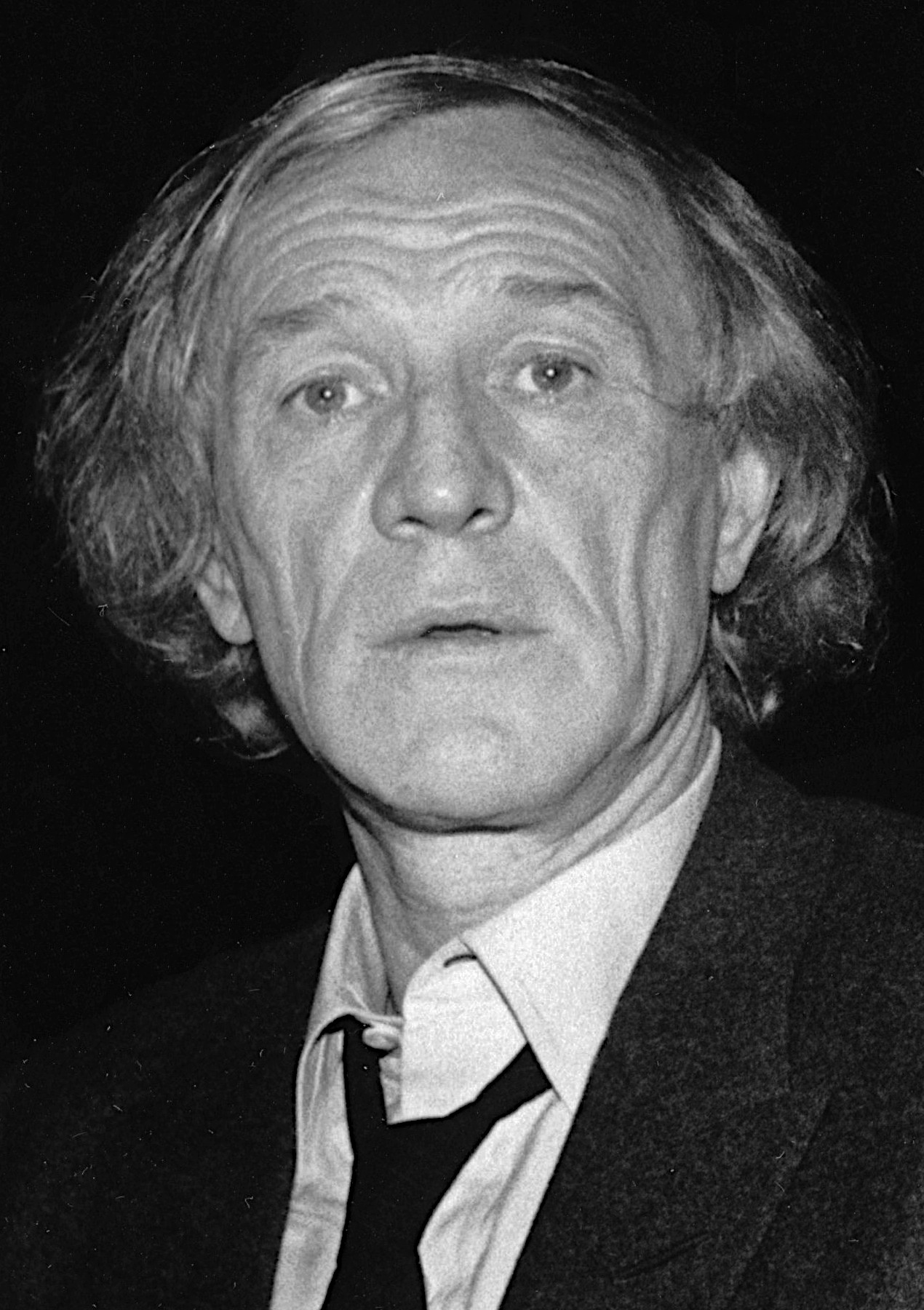
Richard Harris (1930–2002)

- Harris, Richard A., US-amerikanischer Filmeditor
- Harris, Richard Reader (1847–1909), englischer Jurist, Methodist und Autor
- Harris, Ricky (* 1962), US-amerikanischer Moderator und Schauspieler
- Harris, Ricky (1962–2016), US-amerikanischer Schauspieler und Komiker
- Harris, Robert (1768–1851), US-amerikanischer Politiker
- Harris, Robert (* 1884), südafrikanischer Leichtathlet
- Harris, Robert (1930–2015), US-amerikanischer Schauspieler
- Harris, Robert (* 1941), britischer Kolonialgouverneur, Generalkonsul in Lyon
- Harris, Robert (* 1944), kanadischer Geistlicher und römisch-katholischer Bischof von Saint John, New Brunswick
- Harris, Robert (* 1957), britischer Journalist und SchriftstellerRobert Harris (* 1957)

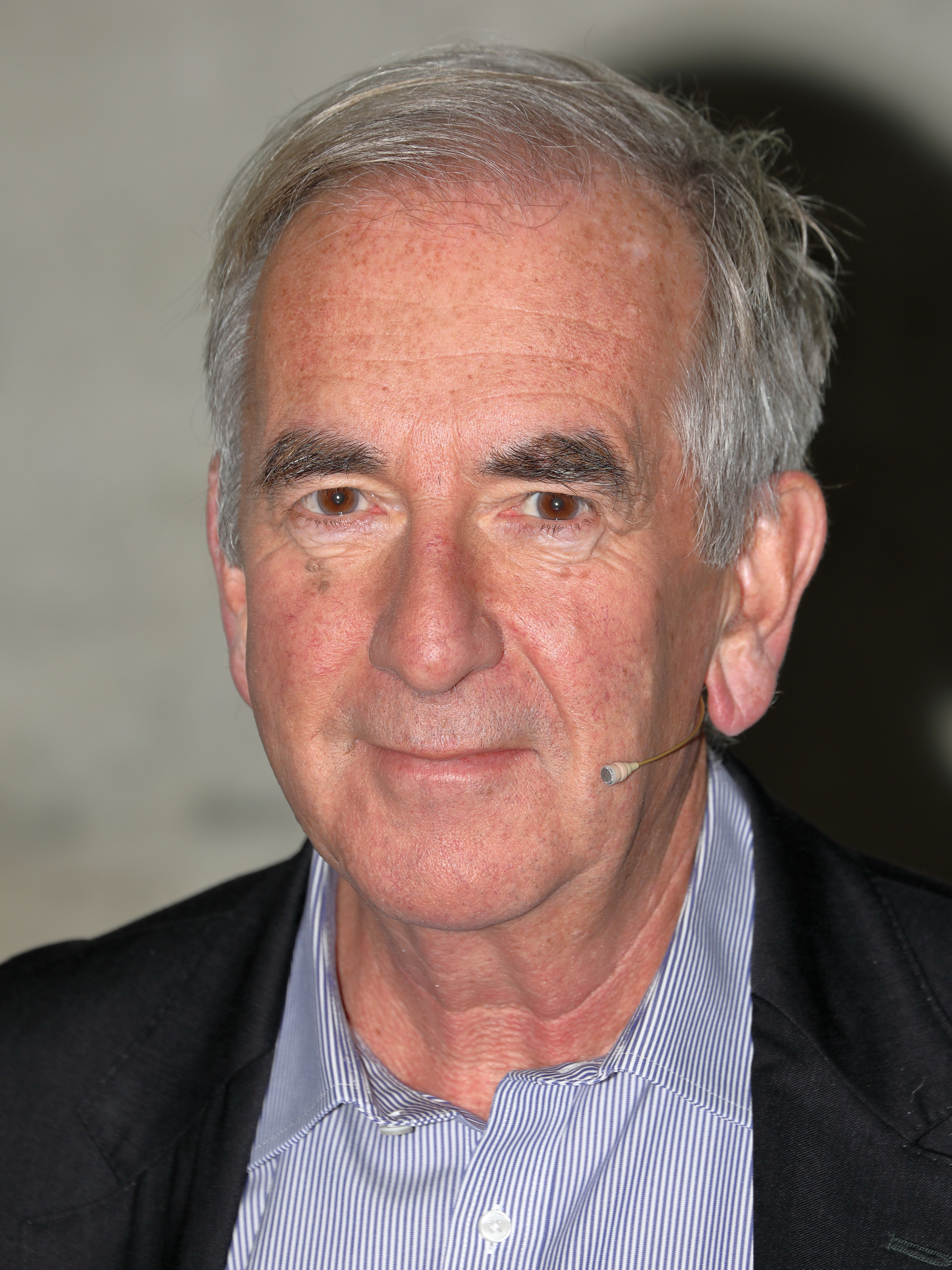
Robert Harris (* 1957)

- Harris, Robert A. (* 1945), US-amerikanischer Filmrestaurator, Filmarchivar und Filmproduzent
- Harris, Robert H. (1911–1981), US-amerikanischer Schauspieler
- Harris, Robert O. (1854–1926), US-amerikanischer Jurist und Politiker
- Harris, Rolf (1930–2023), australischer Musiker, Maler und Fernsehunterhalter
- Harris, Rollin Arthur (1863–1918), US-amerikanischer Ozeanograph
- Harris, Ron (* 1944), englischer Fußballspieler
- Harris, Ronald (* 1948), US-amerikanischer Boxer
- Harris, Ronan (* 1967), irischer Singer-Songwriter und Musikproduzent
- Harris, Rosemary (* 1927), britische SchauspielerinRosemary Harris (* 1927)

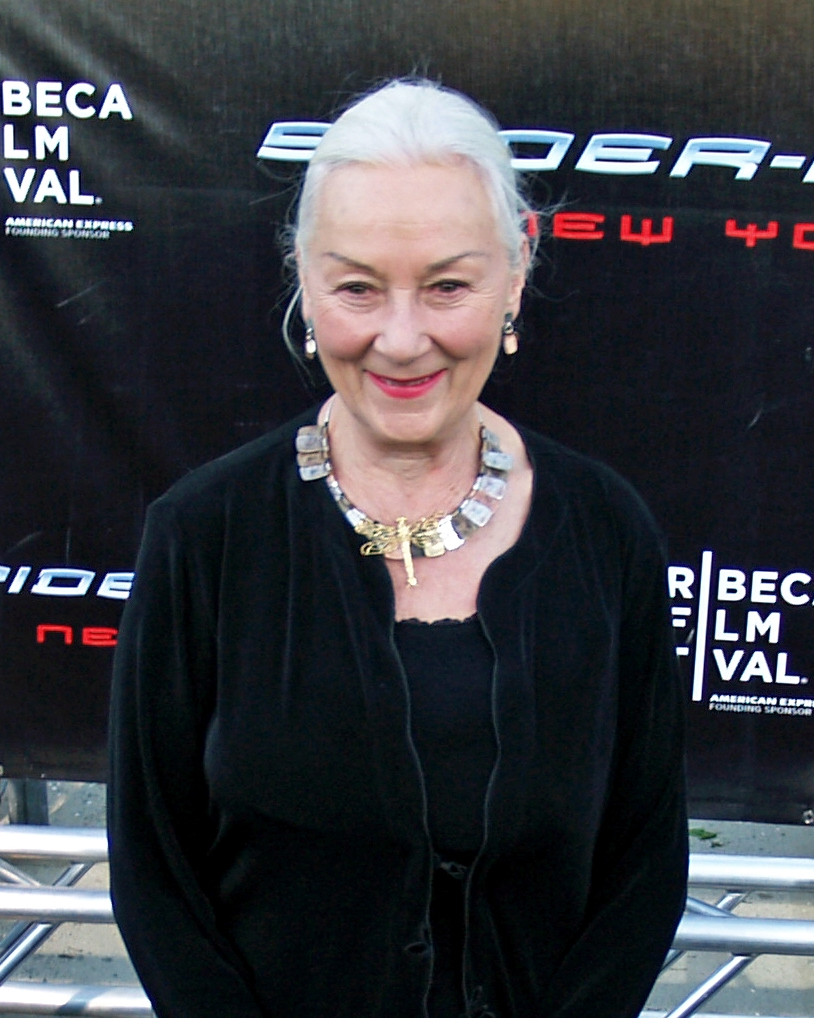
Rosemary Harris (* 1927)

- Harris, Rossie (* 1969), US-amerikanischer Schauspieler und Musiker
- Harris, Roy (1898–1979), US-amerikanischer Komponist
- Harris, Ruth (* 1958), US-amerikanische Historikerin
- Harris, Ruth Berman (1916–2013), US-amerikanische Harfenistin und Komponistin

###### Harris, S
- Harris, Sam (* 1961), US-amerikanischer Sänger, Musiker und Theaterschauspieler
- Harris, Sam (* 1967), US-amerikanischer Philosoph und Schriftsteller
- Harris, Sam (* 1986), US-amerikanischer Jazzpianist
- Harris, Samantha (* 1973), US-amerikanische Schauspielerin, Fernsehmoderatorin und Journalistin
- Harris, Samantha (* 1990), australisches Model
- Harris, Samantha (* 1995), australische Tennisspielerin
- Harris, Sampson Willis (1809–1857), US-amerikanischer Rechtsanwalt und Politiker (Demokratische Partei)
- Harris, Sara, US-amerikanische Autorin
- Harris, Savannah, amerikanische Jazzmusikerin (Schlagzeug)
- Harris, Sean (* 1966), britischer SchauspielerSean Harris (* 1966)

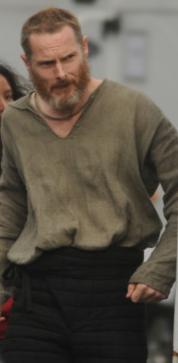
Sean Harris (* 1966)

- Harris, Seb (* 1987), US-amerikanischer Fußballspieler
- Harris, Seth (* 1962), US-amerikanischer Politiker
- Harris, Shakey Jake (1921–1990), US-amerikanischer Sänger und Songschreiber
- Harris, Shane, US-amerikanischer Journalist und Autor
- Harris, Shawn, US-amerikanischer Militär und Politiker
- Harris, Shelby (* 1991), US-amerikanischer Footballspieler
- Harris, Sheldon (1924–2005), US-amerikanischer Blues- und Jazzforscher
- Harris, Simon (* 1962), britischer DJ, Label-Betreiber, Produzent und Musiker
- Harris, Simon (* 1986), irischer Politiker und Minister
- Harris, Stayce (* 1959), US-amerikanischer Offizier, Generalleutnant der US Air Force
- Harris, Stefon (* 1973), US-amerikanischer Jazz-Vibraphonist
- Harris, Stephen E. (* 1936), US-amerikanischer Physiker
- Harris, Stephen Ross (1824–1905), US-amerikanischer Politiker
- Harris, Steve (1948–2008), britischer Jazzmusiker
- Harris, Steve (* 1956), britischer Gründer, Bassist und Songwriter von Iron MaidenSteve Harris (* 1956)

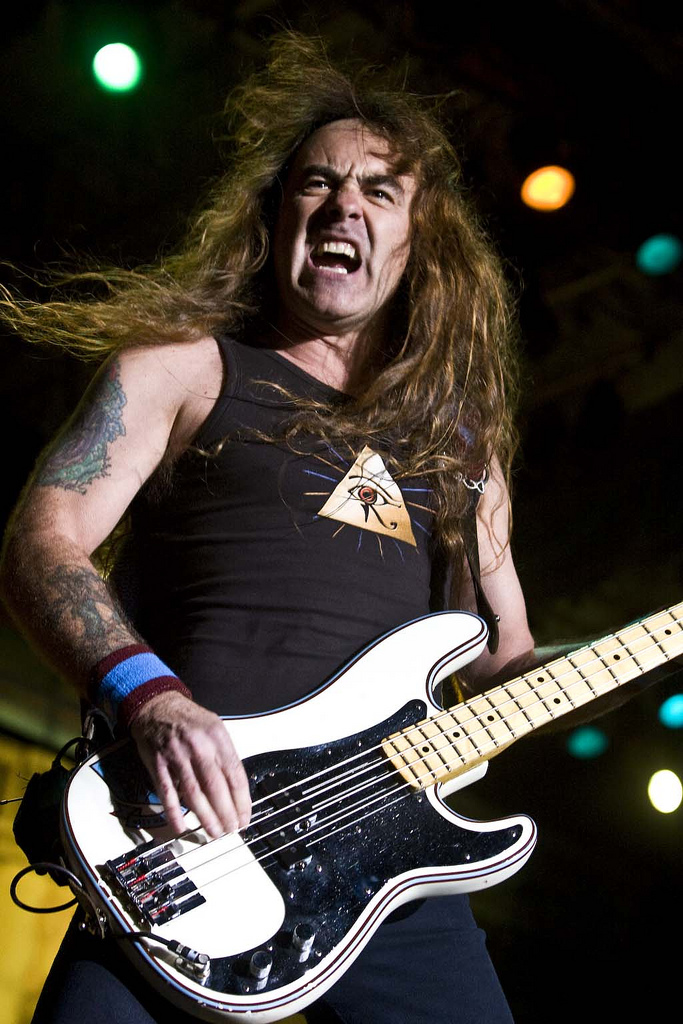
Steve Harris (* 1956)

- Harris, Steve (* 1965), US-amerikanischer Schauspieler
- Harris, Steve (* 1967), kanadischer Rennrodler, Polizist, Sportmanager und Sportfunktionär
- Harris, Steve Richard (* 1970), US-amerikanischer Schauspieler
- Harris, Susan (* 1940), US-amerikanische Drehbuchautorin
- Harris, Sylvia (1953–2011), US-amerikanische Grafikdesignerin und Kunsterzieherin

###### Harris, T
- Harris, Ted (* 1936), kanadischer Eishockeyspieler und -trainer
- Harris, Teddy (1934–2005), US-amerikanischer Jazzpianist (auch Sopransaxophon, Flöte), Komponist, Arrangeur und Musikpädagoge
- Harris, Terrel (* 1987), US-amerikanischer Basketballspieler
- Harris, Terrell (* 1993), amerikanischer Basketballspieler
- Harris, Thaddeus Mason (1768–1842), US-amerikanischer Bibliothekar und Geistlicher
- Harris, Thaddeus William (1795–1856), US-amerikanischer Entomologe und Botaniker
- Harris, Theodore E. (1919–2005), US-amerikanischer Mathematiker
- Harris, Theresa (1906–1985), US-amerikanische Schauspielerin
- Harris, Thomas († 1824), englischer Pionier der Ballonfahrt
- Harris, Thomas (1895–1974), irischer Politiker (Fianna Fáil)
- Harris, Thomas (* 1940), US-amerikanischer Schriftsteller
- Harris, Thomas (* 1964), schottischer Politiker
- Harris, Thomas Alexander (1826–1895), amerikanischer konföderierter Politiker
- Harris, Thomas Anthony (1910–1995), US-amerikanischer Psychiater, Autor und Arzt
- Harris, Thomas Bradley (1826–1866), Kaufmann und Mitgründer der amerikanischen Kolonie Ellena
- Harris, Thomas K. († 1816), US-amerikanischer Politiker
- Harris, Thomas L. (1816–1858), US-amerikanischer Politiker
- Harris, Thomas Lake (1823–1906), US-amerikanischer Prediger und Kommunenbegründer
- Harris, Thurston (1931–1990), US-amerikanischer Rhythm-&-Blues-Sänger
- Harris, Tim (* 1962), britischer Radrennfahrer
- Harris, Timothy (* 1962), australischer Geistlicher, Bischof von Townsville
- Harris, Timothy (* 1964), Ministerpräsident von St. Kitts und Nevis
- Harris, Tobias (* 1992), US-amerikanischer BasketballspielerTobias Harris (* 1992)

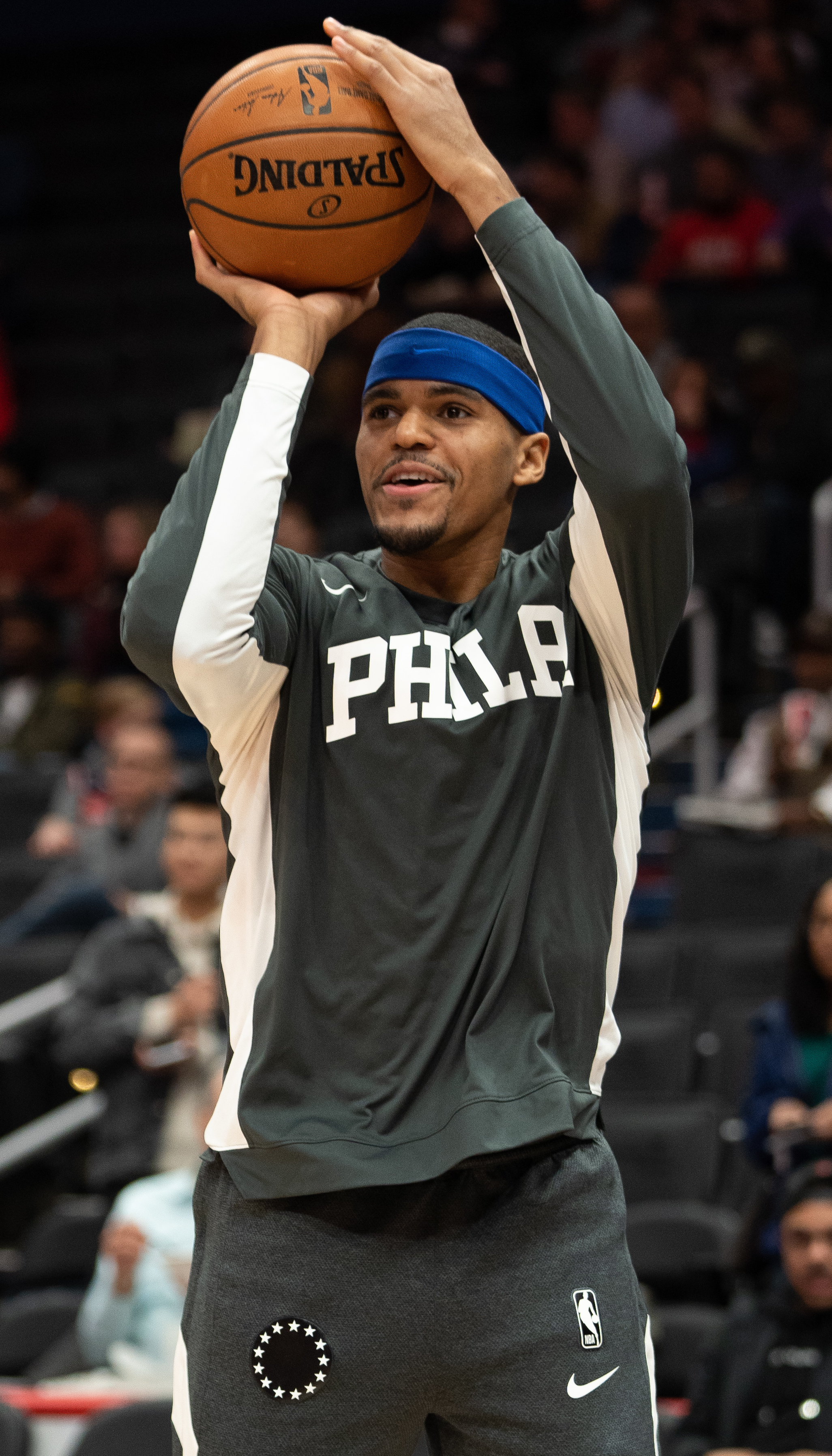
Tobias Harris (* 1992)

- Harris, Toby, Baron Harris of Haringey (* 1953), britischer Politiker und Life Peer im House of Lords für die Labour Party
- Harris, Tommie (1938–2025), US-amerikanischer Blues- und Jazzmusiker (Schlagzeug, auch Gesang)
- Harris, Tony (* 1941), britischer Mittelstreckenläufer
- Harris, Tony (* 1949), US-amerikanischer American-Football-Spieler
- Harris, Townsend (1804–1878), US-amerikanischer Kaufmann und Politiker
- Harris, Trent (* 1952), US-amerikanischer Kultfilmregisseur

###### Harris, V
- Harris, Vernon (1905–1999), britischer Drehbuchautor
- Harris, Vic (1945–2015), englischer Snookerspieler
- Harris, Vincent Madeley (1913–1988), US-amerikanischer Geistlicher und römisch-katholischer Bischof von Austin
- Harris, Vivian (* 1978), guyanischer Boxer im Halbweltergewicht

###### Harris, W
- Harris, Walter (1904–1999), kanadischer Politiker (Liberale Partei)
- Harris, Walter Burton (1866–1933), Korrespondent der „The Times“ in Marokko
- Harris, Whitney (1912–2010), amerikanischer Jurist
- Harris, Wiley P. (1818–1891), US-amerikanischer Politiker, US-Abgeordneter von Mississippi
- Harris, William, US-amerikanischer Bluesmusiker
- Harris, William (* 1813), britischer Strandläufer („Beachcomber“)
- Harris, William (1860–1920), irischer Botaniker
- Harris, William A. (1805–1864), US-amerikanischer Politiker
- Harris, William A. (1841–1909), US-amerikanischer Politiker der Populist Party
- Harris, William Cornwallis († 1848), Major der Britischen Ostindien-Kompanie, Jäger und Afrikareisender
- Harris, William J. (1868–1932), US-amerikanischer Politiker (Demokratische Partei)
- Harris, William P. Jr. (1897–1972), amerikanischer Bankier und Mammaloge
- Harris, William Wadé († 1929), liberianischer Evangelist und Prophet
- Harris, William, 2. Baron Harris (1782–1845), britischer Peer und Offizier
- Harris, Wilson (1921–2018), guyanischer Schriftsteller
- Harris, Winder R. (1888–1973), US-amerikanischer Politiker
- Harris, Wood (* 1969), US-amerikanischer SchauspielerWood Harris (* 1969)

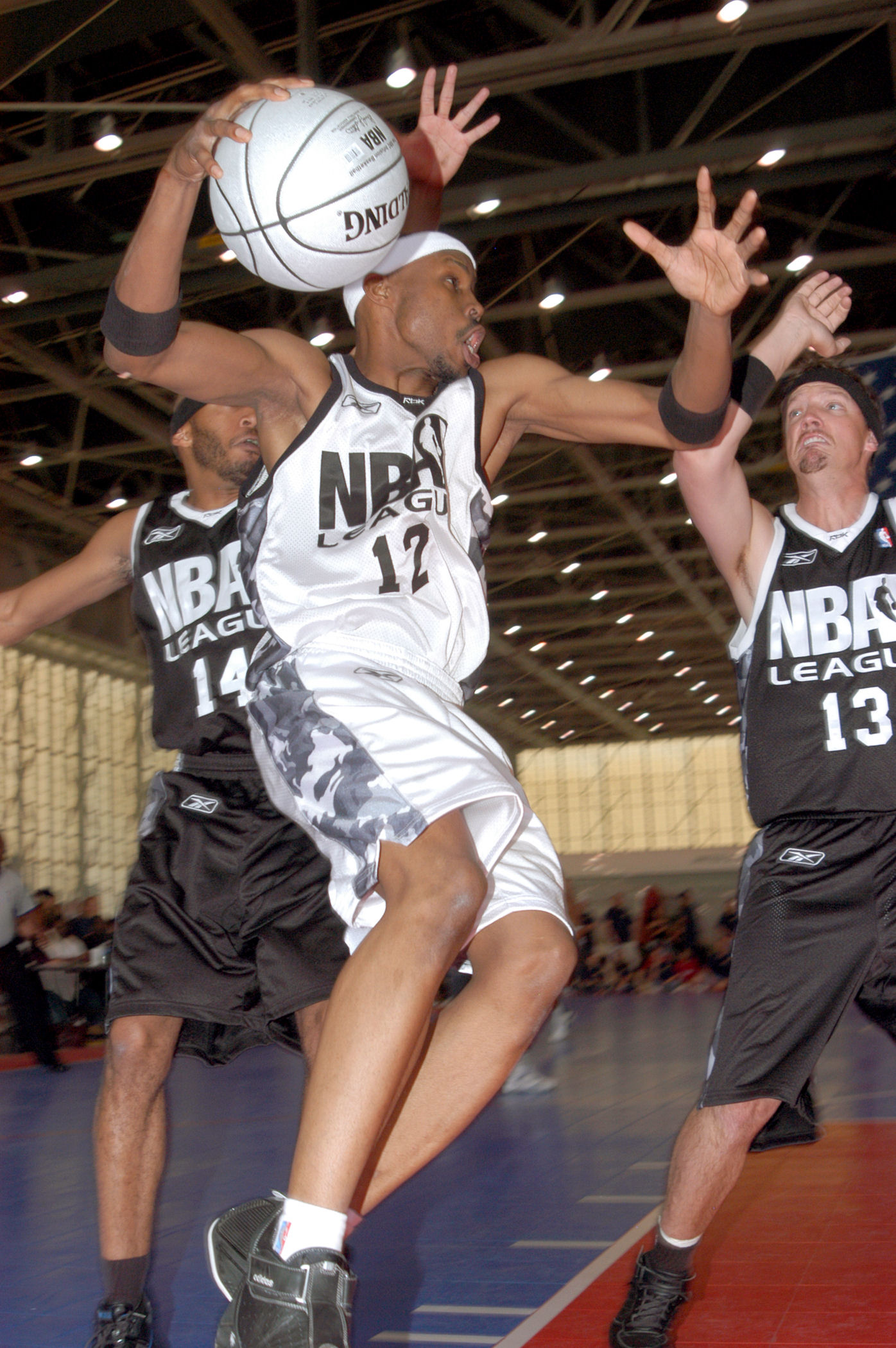
Wood Harris (* 1969)

- Harris, Wynonie (1915–1969), US-amerikanischer Blues- und R&B-Sänger

###### Harris, Z
- Harris, Zacc (* 1978), US-amerikanischer Jazzmusiker (Gitarre)
- Harris, Zellig S. (1909–1992), US-amerikanischer Linguist und Informationstheoretiker

##### Harris-

###### Harris-J
- Harris-Jensbach, Melody (* 1961), amerikanisch-koreanische Managerin

###### Harris-M
- Harris-Moore, Colton (* 1991), US-amerikanischer Krimineller

##### Harriso
- Harrison McKee, Mary (1858–1930), US-amerikanische First Lady (1892–1893)
- Harrison, Abram (1898–1979), kanadischer Politiker (Manitoba)
- Harrison, Albert Galliton (1800–1839), US-amerikanischer Politiker
- Harrison, Albertis S. (1907–1995), US-amerikanischer Jurist und Politiker
- Harrison, Alexander (1853–1930), US-amerikanischer Marinemaler
- Harrison, Alvin (* 1974), US-amerikanischer Sprinter und Olympiasieger
- Harrison, Amy (* 1996), australische Fußballspielerin
- Harrison, Anna (1775–1864), First Lady der Vereinigten Staaten
- Harrison, Anna J. (1912–1998), US-amerikanische Chemikerin und Hochschullehrerin
- Harrison, Audley (* 1971), britischer Boxer
- Harrison, Beatrice (1892–1965), englische Cellistin
- Harrison, Ben (* 1991), englischer Snookerspieler
- Harrison, Benjamin (1833–1901), US-amerikanischer Politiker, 23. Präsident der USA (1889–1893)Benjamin Harrison (1833–1901)

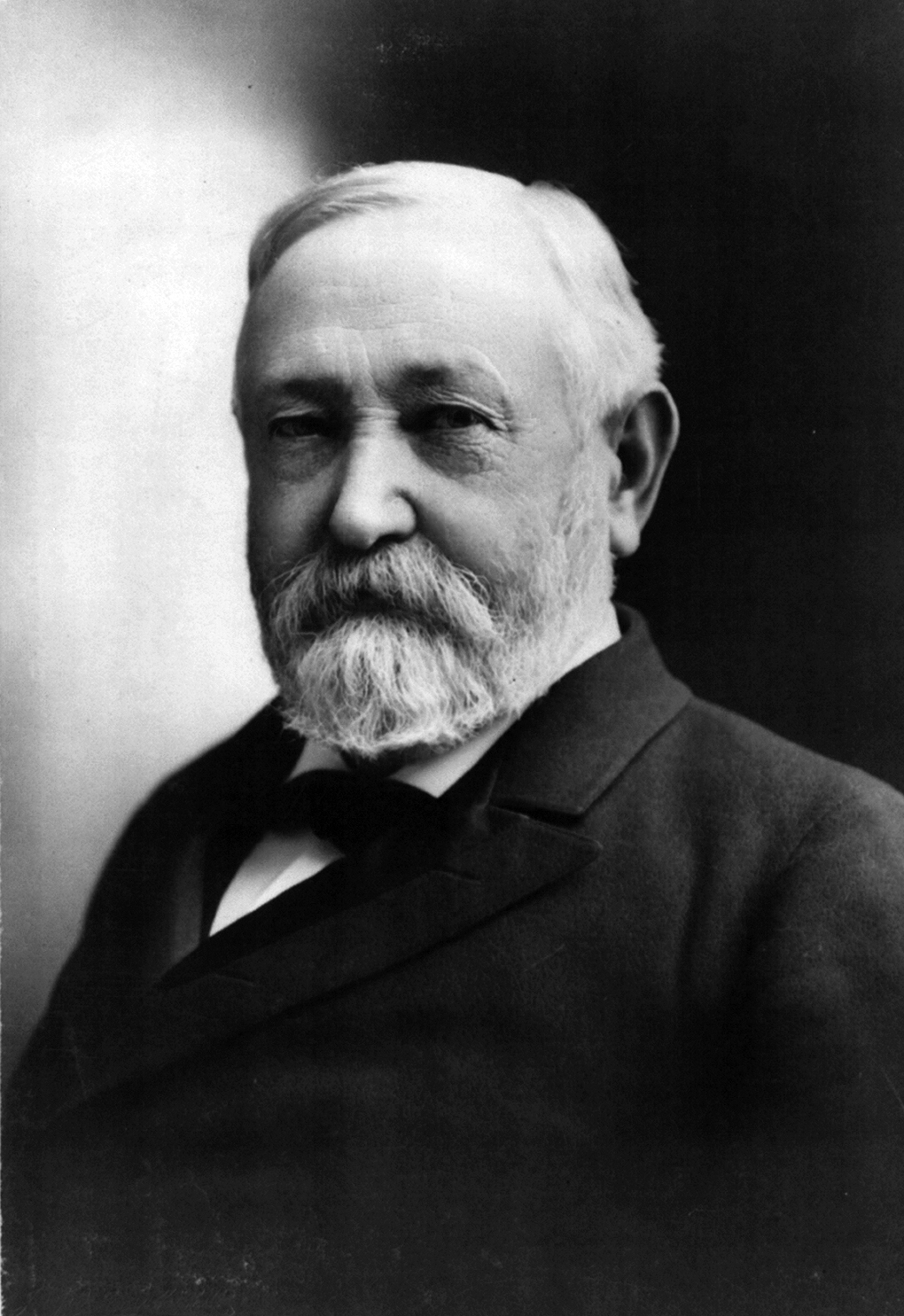
Benjamin Harrison (1833–1901)

- Harrison, Benjamin V (1726–1791), nordamerikanischer Plantagenbesitzer und einer der Führer der Amerikanischen Unabhängigkeitsbewegung
- Harrison, BJ (* 1950), US-amerikanische Schauspielerin
- Harrison, Bret (* 1982), US-amerikanischer Schauspieler
- Harrison, Burr (1904–1973), US-amerikanischer Politiker
- Harrison, Calvin (* 1974), US-amerikanischer Leichtathlet
- Harrison, Campbell (* 1997), australischer Sportkletterer
- Harrison, Carey (1944–2025), britischer Romanautor, Dramatiker, Drehbuch- und Hörspielautor, Übersetzer und Hochschullehrer
- Harrison, Caroline (1832–1892), US-amerikanische First Lady
- Harrison, Carter Bassett († 1808), US-amerikanischer Politiker
- Harrison, Carter Jr. (1860–1953), US-amerikanischer Politiker; Bürgermeister von Chicago
- Harrison, Carter Sr. (1825–1893), US-amerikanischer Politiker
- Harrison, Catherine (* 1994), US-amerikanische Tennisspielerin
- Harrison, Charles (1942–2009), britischer Konzeptkünstler, Herausgeber und Autor
- Harrison, Charles W. (1878–1965), US-amerikanischer Tenor
- Harrison, Chester William (1913–1994), US-amerikanischer Schriftsteller und Fotograf
- Harrison, Christian (* 1994), US-amerikanischer Tennisspieler
- Harrison, Christopher (1775–1862), US-amerikanischer Politiker
- Harrison, Clifford (1927–1988), US-amerikanischer Eishockeyspieler
- Harrison, Clint-Cotis (* 1976), US-amerikanischer Basketballspieler
- Harrison, Colin (* 1960), US-amerikanischer Autor
- Harrison, Connor (* 1993), neuseeländischer Eishockeyspieler
- Harrison, Craig (* 1942), neuseeländischer Schriftsteller
- Harrison, Craig (* 1974), britischer Scharfschütze
- Harrison, Cuth (1906–1981), britischer Rennfahrer
- Harrison, Damon (* 1988), US-amerikanischer American-Football-Spieler
- Harrison, David Howard (1843–1905), kanadischer Politiker
- Harrison, Dean (* 1989), britischer Motorradrennfahrer
- Harrison, Derek (1944–2018), britischer Radrennfahrer
- Harrison, Dhani (* 1978), britischer MusikerDhani Harrison (* 1978)

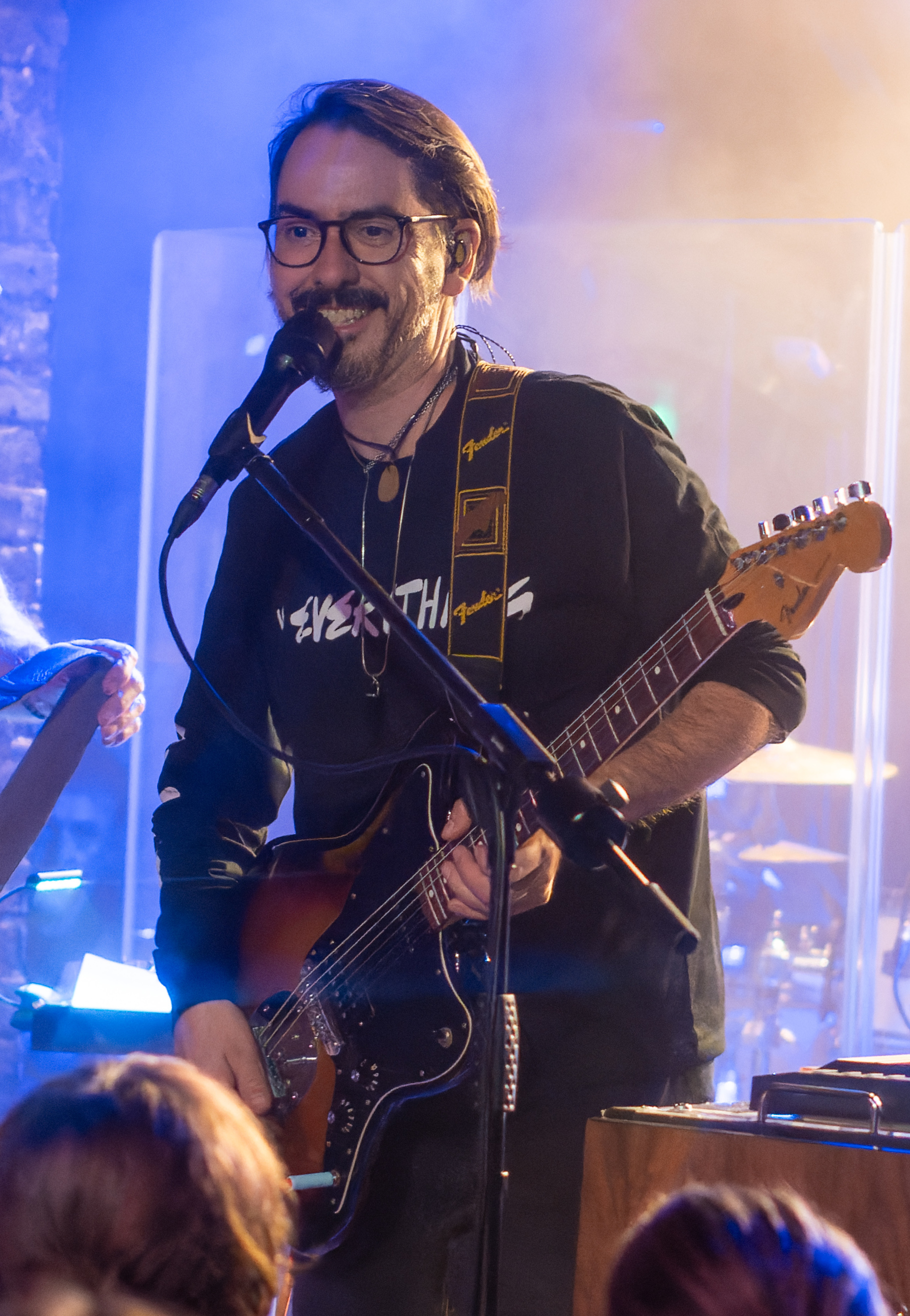
Dhani Harrison (* 1978)

- Harrison, Dick (* 1966), schwedischer Historiker und Hochschullehrer
- Harrison, Doane (1894–1968), US-amerikanischer Filmeditor und Filmproduzent
- Harrison, Donald (* 1960), amerikanischer Jazz-Saxophonist (Altsaxophon)
- Harrison, E. Hunter (1944–2017), amerikanischer Eisenbahnmanager
- Harrison, Earl G. (1899–1955), amerikanischer Jurist, Akademiker und öffentlicher Bediensteter
- Harrison, Edward (1674–1732), britischer Kolonialadministrator und Politiker
- Harrison, Eric Jr. (* 1999), Sprinter aus Trinidad und Tobago
- Harrison, Fiona (* 1964), US-amerikanische Astrophysikerin
- Harrison, Francis Burton (1873–1957), US-amerikanischer Politiker
- Harrison, Francis James (1912–2004), US-amerikanischer Geistlicher, Bischof von Syracuse
- Harrison, Frank G. (1940–2009), US-amerikanischer Politiker
- Harrison, Frederic (1831–1923), englischer Jurist und Historiker
- Harrison, Gavin (* 1963), britischer SchlagzeugerGavin Harrison (* 1963)

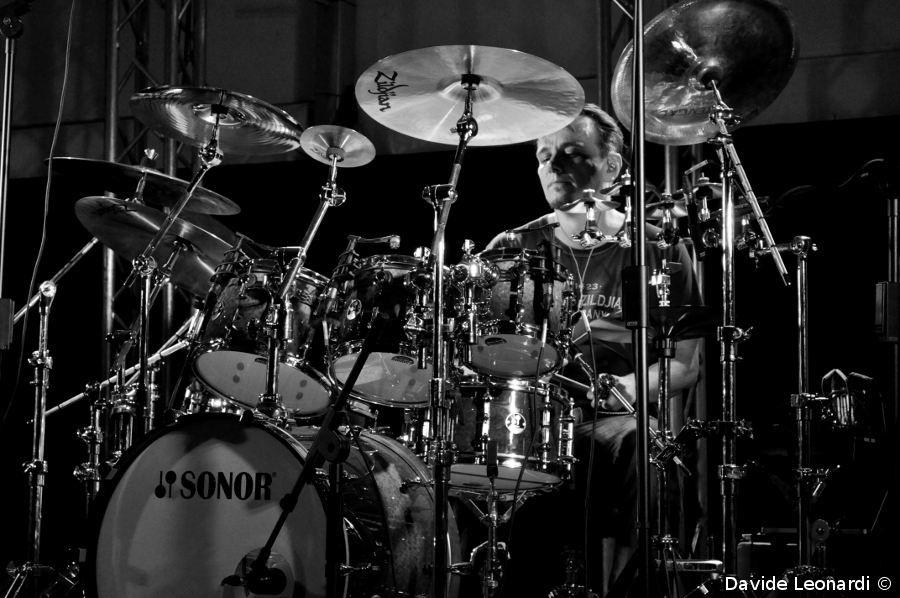
Gavin Harrison (* 1963)

- Harrison, Geff, englischer Sänger, Komponist und Produzent
- Harrison, Geoffrey Wedgwood (1908–1990), britischer Botschafter
- Harrison, George (1811–1885), schottischer Politiker, Lord Provost von Edinburgh (1882–1885)
- Harrison, George (1939–2011), US-amerikanischer Schwimmer
- Harrison, George (1943–2001), englischer Musiker und KomponistGeorge Harrison (1943–2001)

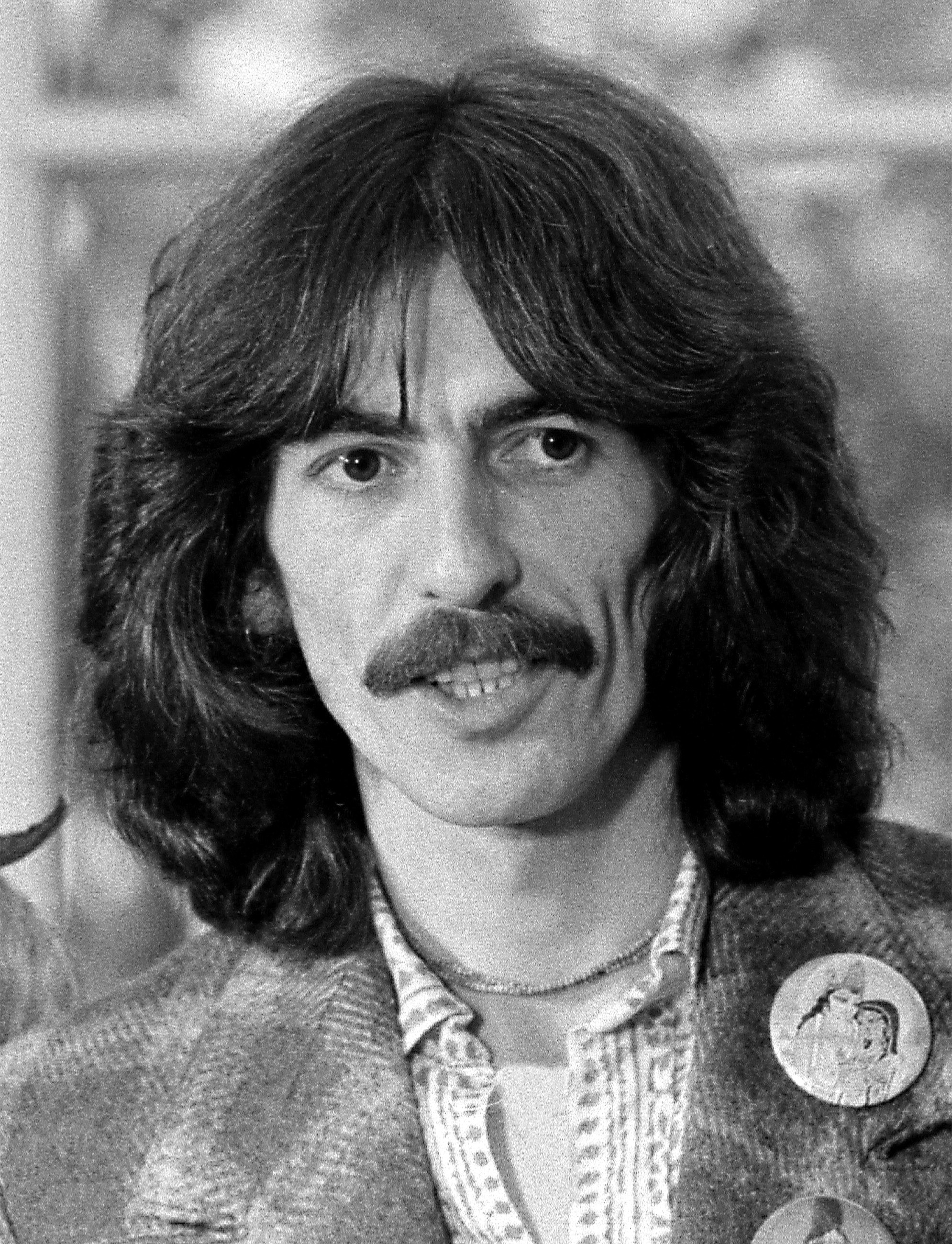
George Harrison (1943–2001)

- Harrison, George Paul (1841–1922), US-amerikanischer Rechtsanwalt und Politiker
- Harrison, Ginette (1958–1999), britische Bergsteigerin
- Harrison, Glenn (* 1955), australischer Wirtschaftswissenschaftler und Hochschullehrer
- Harrison, Gregory (* 1950), US-amerikanischer Schauspieler
- Harrison, Harry (1925–2012), US-amerikanischer Science-Fiction-Schriftsteller
- Harrison, Harvey (* 1944), britischer Kameramann
- Harrison, Henrietta (* 1967), britische Historikerin und Sinologin
- Harrison, Henry Baldwin (1821–1901), US-amerikanischer Anwalt, Politiker und Gouverneur von Connecticut
- Harrison, Horace (1829–1885), US-amerikanischer Jurist und Politiker
- Harrison, Hubert (* 1898), britischer Journalist
- Harrison, Ian (* 1939), englischer Tischtennisspieler
- Harrison, J. Michael (* 1944), US-amerikanischer Mathematiker und Ökonom
- Harrison, Jack (* 1996), englischer Fußballspieler
- Harrison, Jade (* 1980), britische Schauspielerin
- Harrison, Jaime (* 1976), US-amerikanischer Politiker (Demokratische Partei)
- Harrison, James (1912–1971), australischer Offizier, Gouverneur von South Australia
- Harrison, James (* 1978), US-amerikanischer FootballspielerJames Harrison (* 1978)

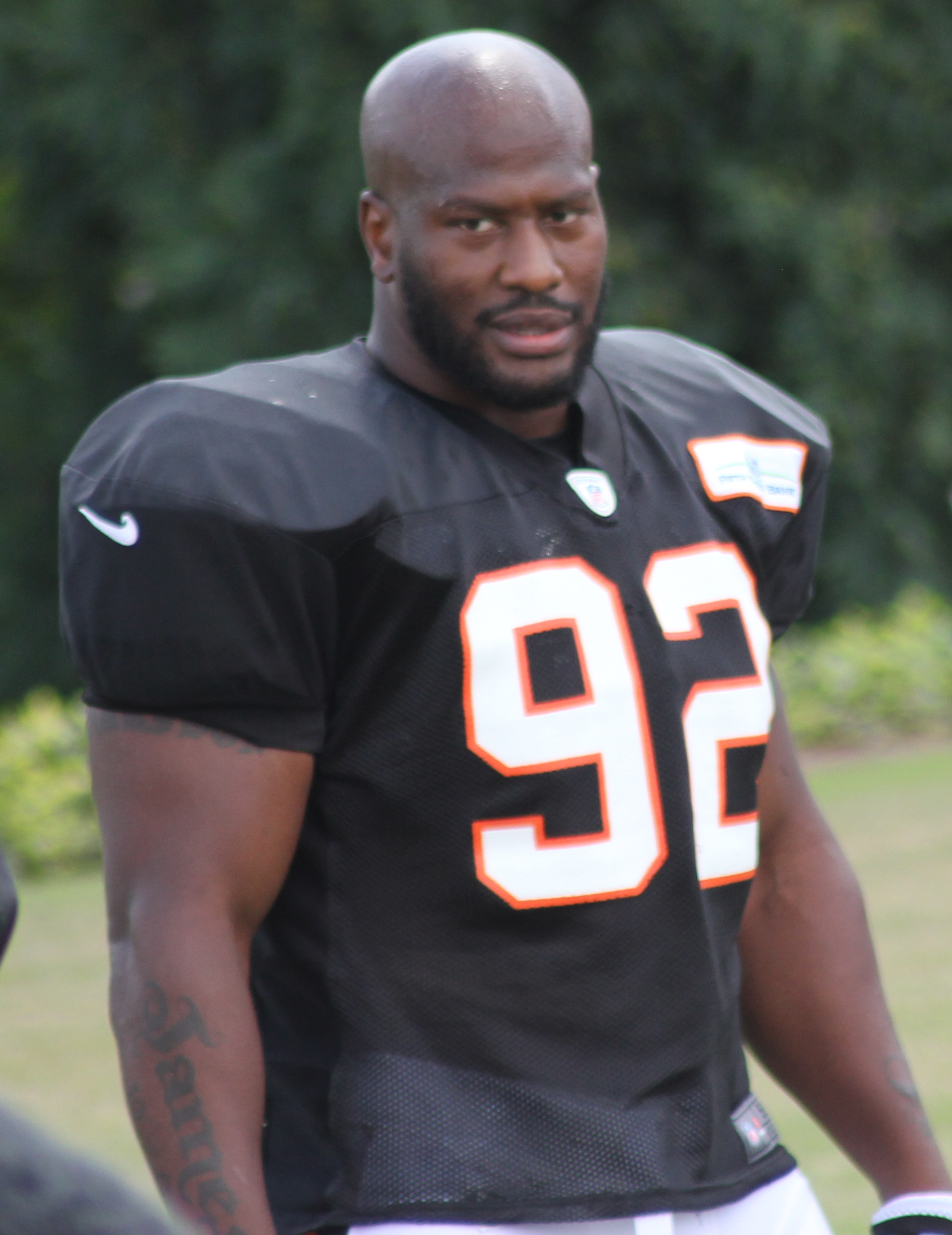
James Harrison (* 1978)

- Harrison, James Albert (1848–1911), US-amerikanischer Literaturwissenschaftler und Edgar-Allan-Poe-Forscher
- Harrison, James Christopher (1936–2025), australischer Blutspender
- Harrison, James Maurice (1892–1971), britischer Arzt und Amateur-Ornithologe
- Harrison, James T. (1848–1934), US-amerikanischer Politiker
- Harrison, James Thomas (1811–1879), US-amerikanischer Jurist und Politiker
- Harrison, Jane (* 1960), australische Schriftstellerin und Aborigine
- Harrison, Jane Ellen (1850–1928), britische Altertumswissenschaftlerin, insbesondere Gräzistin, Religionsgeschichtlerin, Linguistin und moderate Feministin
- Harrison, Jane Irwin (1804–1845), First Lady der USA
- Harrison, Jay (* 1982), kanadischer Eishockeyspieler
- Harrison, Jenilee (* 1958), US-amerikanische Schauspielerin
- Harrison, Jenny (* 1949), US-amerikanische Mathematikerin
- Harrison, Jessica (* 1977), französische Triathletin
- Harrison, Jim (1937–2016), US-amerikanischer Schriftsteller
- Harrison, Jimmy (1900–1931), US-amerikanischer Jazz-Posaunist und Sänger des Swing
- Harrison, Joan (1907–1994), britische Drehbuchautorin und Filmproduzentin
- Harrison, Joan (1935–2025), südafrikanische Schwimmerin
- Harrison, John (1693–1776), englischer Uhrmacher, Erfinder der Grasshopper-Hemmung und der TemperaturkompensationJohn Harrison (1693–1776)

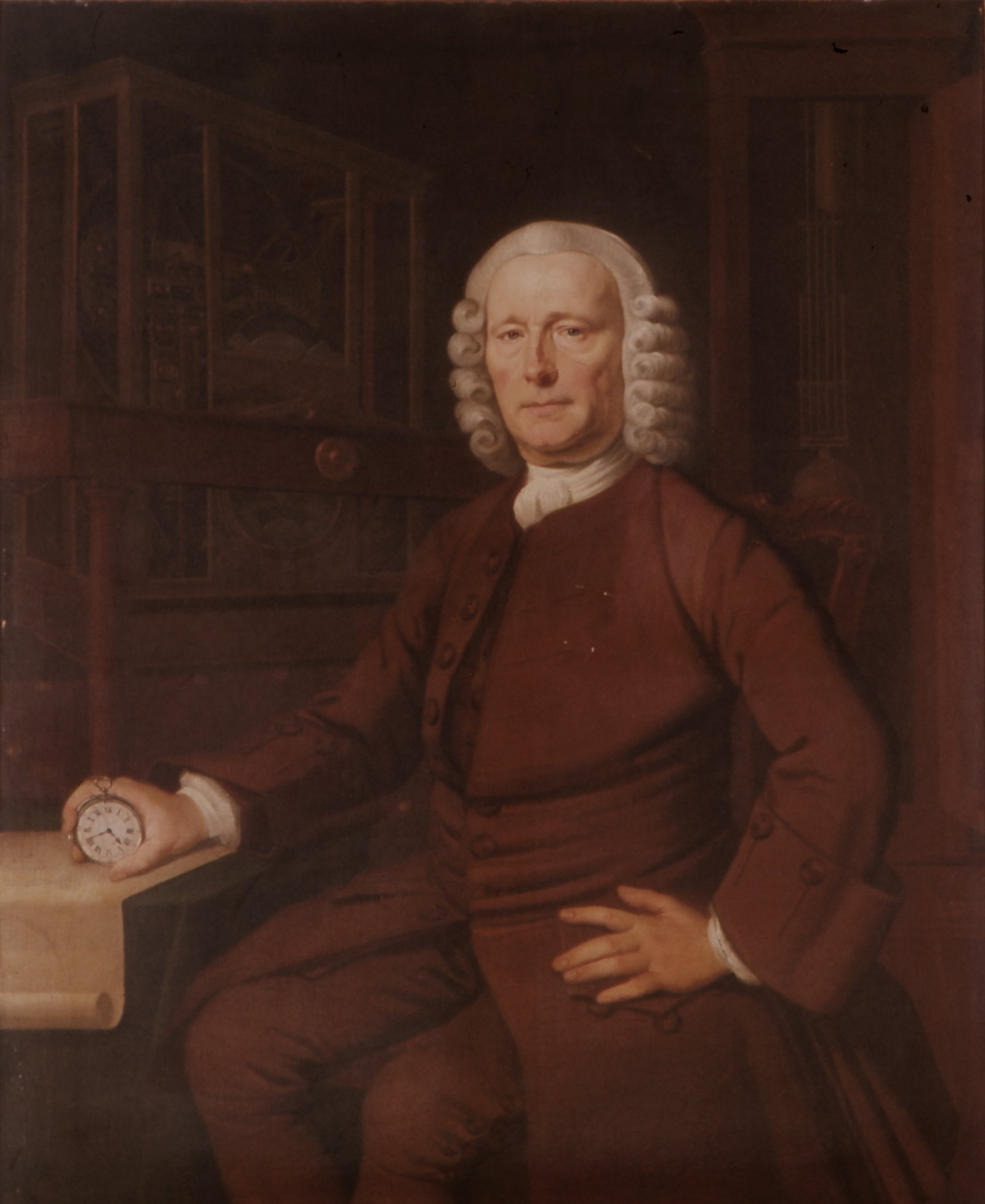
John Harrison (1693–1776)

- Harrison, John (1773–1833), US-amerikanischer industrieller Chemiker
- Harrison, John (* 1948), US-amerikanischer Regisseur, Filmproduzent, Drehbuchautor und Komponist
- Harrison, John (* 1952), britischer Schriftsteller und Abenteurer
- Harrison, John R. (* 1933), US-amerikanischer Journalist und Pulitzer-Preisträger
- Harrison, John Scott (1804–1878), US-amerikanischer Politiker (United States Whig Party)
- Harrison, Joshua (* 1995), australischer Radsportler
- Harrison, JuVaughn (* 1999), US-amerikanischer Leichtathlet
- Harrison, Kathleen (1892–1995), britische Schauspielerin
- Harrison, Kayla (* 1990), US-amerikanische Judoka
- Harrison, Keith (* 1933), britischer Radrennfahrer
- Harrison, Kelvin Jr. (* 1994), US-amerikanischer Fernseh- und FilmschauspielerKelvin Harrison Jr. (* 1994)

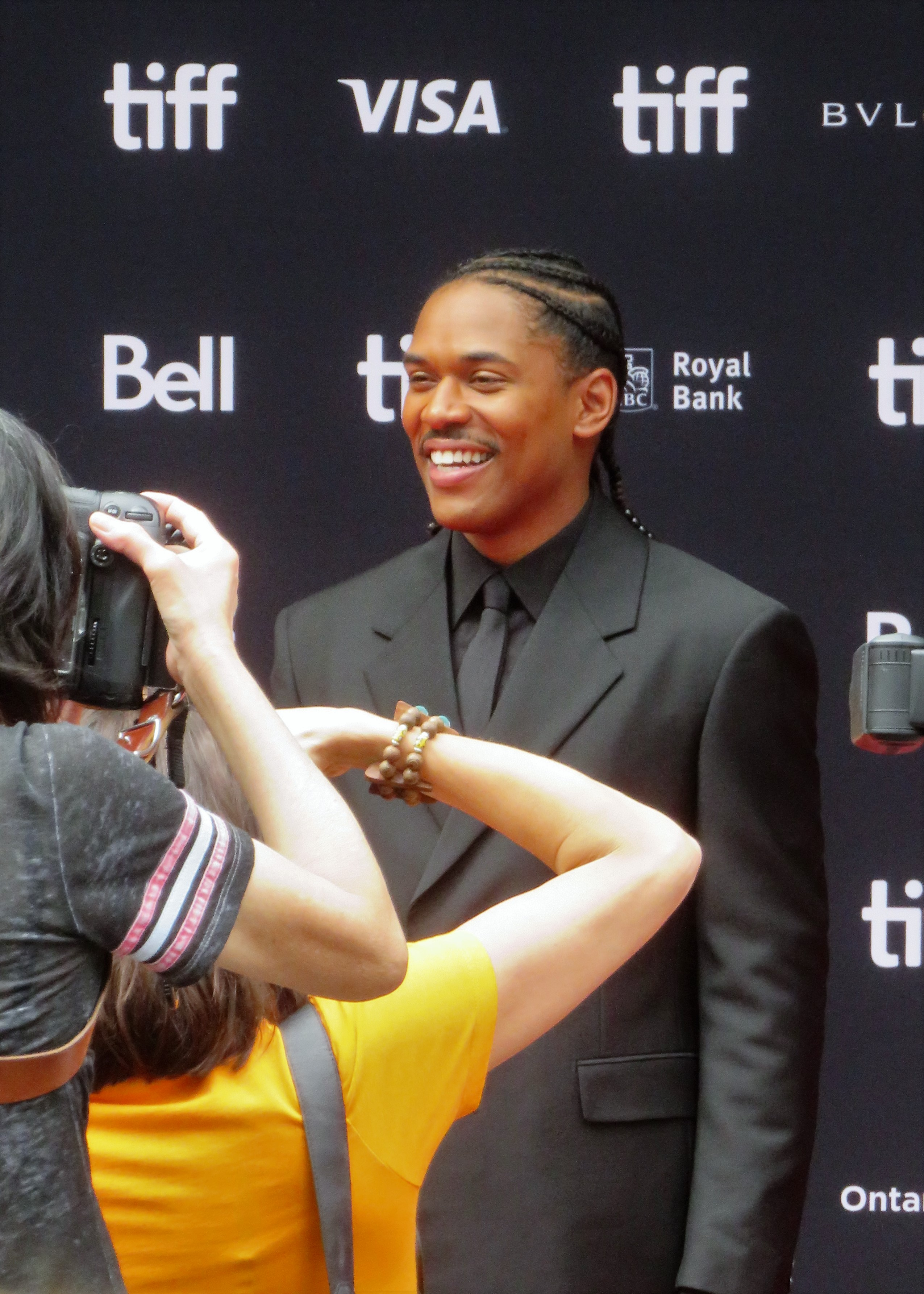
Kelvin Harrison Jr. (* 1994)

- Harrison, Kendra (* 1992), US-amerikanische Hürdenläuferin und Sprinterin
- Harrison, Kenny (* 1965), US-amerikanischer Dreispringer
- Harrison, Kerrin (* 1964), neuseeländischer Badmintonspieler
- Harrison, Kim (* 1966), US-amerikanische Schriftstellerin
- Harrison, Kyle (* 1982), US-amerikanischer Lacrosse-Spieler
- Harrison, L. Birge (1854–1929), US-amerikanischer Genre- und Landschaftsmaler, Lehrer und Schriftsteller
- Harrison, Leanne (* 1958), australische Tennisspielerin
- Harrison, Linda (* 1945), US-amerikanische Filmschauspielerin und Fotomodell
- Harrison, Lisi (* 1975), kanadische Autorin von Jugendbüchern
- Harrison, Lou (1917–2003), US-amerikanischer Komponist
- Harrison, Lyndon, Baron Harrison (1947–2024), britischer Politiker (Labour) und Life Peer
- Harrison, M. John (* 1945), britischer Science-Fiction-Schriftsteller
- Harrison, Margaret (1899–1995), britische Violinistin
- Harrison, Margaret (* 1940), britische Künstlerin
- Harrison, Marvin (* 1972), US-amerikanischer Footballspieler
- Harrison, Marvin Jr. (* 2002), US-amerikanischer American-Football-Spieler
- Harrison, Matthew C. (* 1962), US-amerikanischer Geistlicher, Präses der Lutheran Church – Missouri Synod
- Harrison, Max, britischer Musikjournalist und Jazzautor
- Harrison, May (1890–1959), britische Violinistin
- Harrison, Michael Allen (* 1958), US-amerikanischer Pianist, Singer-Songwriter, Komponist und Musikproduzent
- Harrison, Michelle (* 1975), US-amerikanische Schauspielerin und Country-Sängerin
- Harrison, Michelle (* 1979), britische Schriftstellerin
- Harrison, Michelle (* 1992), kanadische Hürdenläuferin
- Harrison, Monica (1897–1983), englische Sängerin
- Harrison, Nevin (* 2002), US-amerikanische Kanutin
- Harrison, Newton (1932–2022), US-amerikanischer Künstler
- Harrison, Nicole (* 1994), australisches Model
- Harrison, Noel (1934–2013), englischer Sänger und Schauspieler
- Harrison, Olivia (* 1948), britische Musikergattin, Witwe von George HarrisonOlivia Harrison (* 1948)

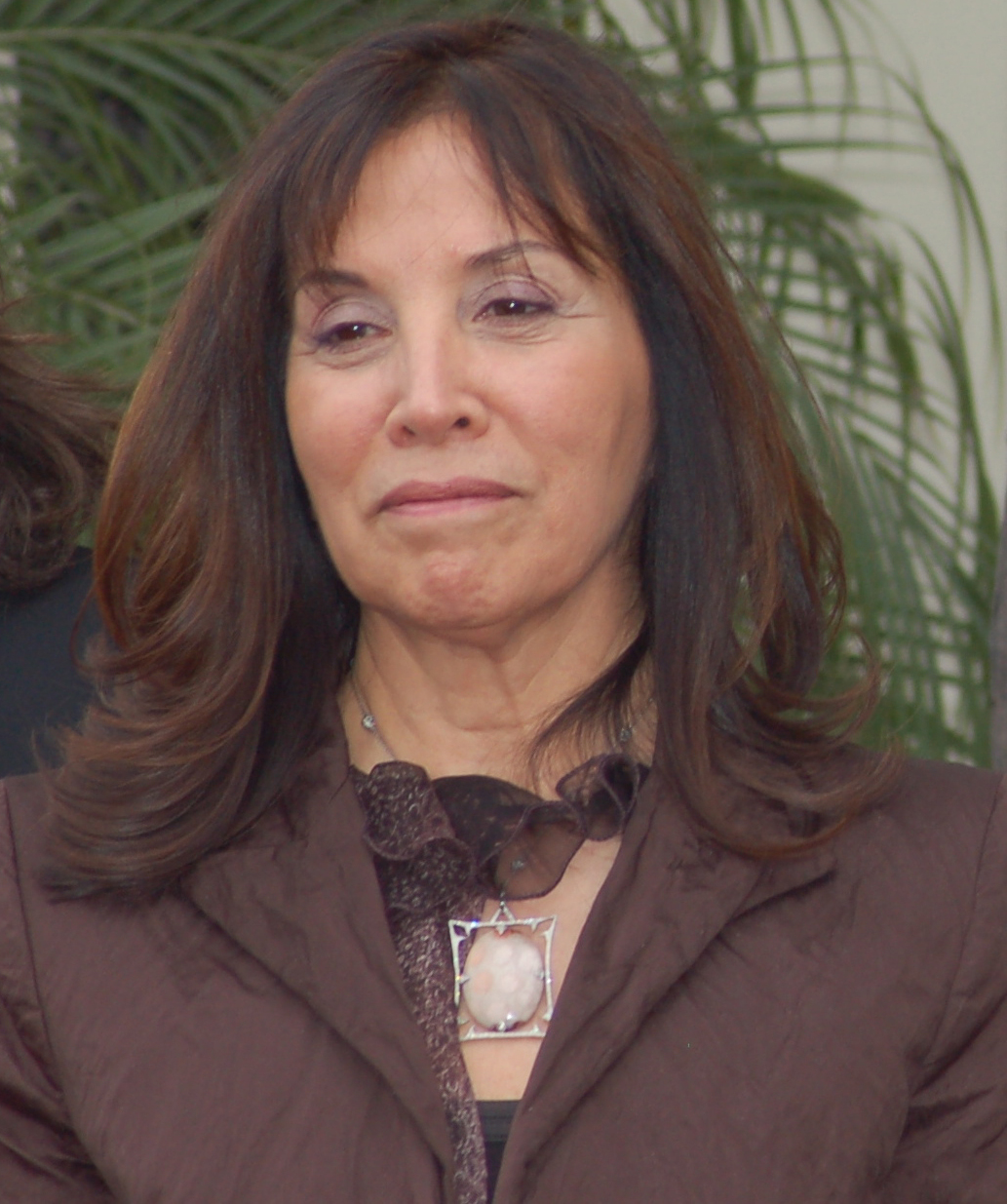
Olivia Harrison (* 1948)

- Harrison, Pat (1881–1941), US-amerikanischer Politiker
- Harrison, Queen (* 1988), US-amerikanische Hürdenläuferin
- Harrison, Ralph (1885–1966), britischer Geher
- Harrison, Randy (* 1977), US-amerikanischer Schauspieler
- Harrison, Raymond (1929–2000), britischer Degenfechter
- Harrison, Regan (* 1978), australischer Schwimmer
- Harrison, Rex (1908–1990), britischer Schauspieler
- Harrison, Rich, afroamerikanischer R'n'B-/Soul-Produzent und -Musiker
- Harrison, Richard (1837–1931), britischer General
- Harrison, Richard (* 1935), US-amerikanischer Schauspieler
- Harrison, Richard A. (1824–1904), US-amerikanischer Politiker
- Harrison, Richard John (1920–1999), britischer Anatom und Meeresbiologe
- Harrison, Rick (* 1965), US-amerikanischer GeschäftsmannRick Harrison (* 1965)

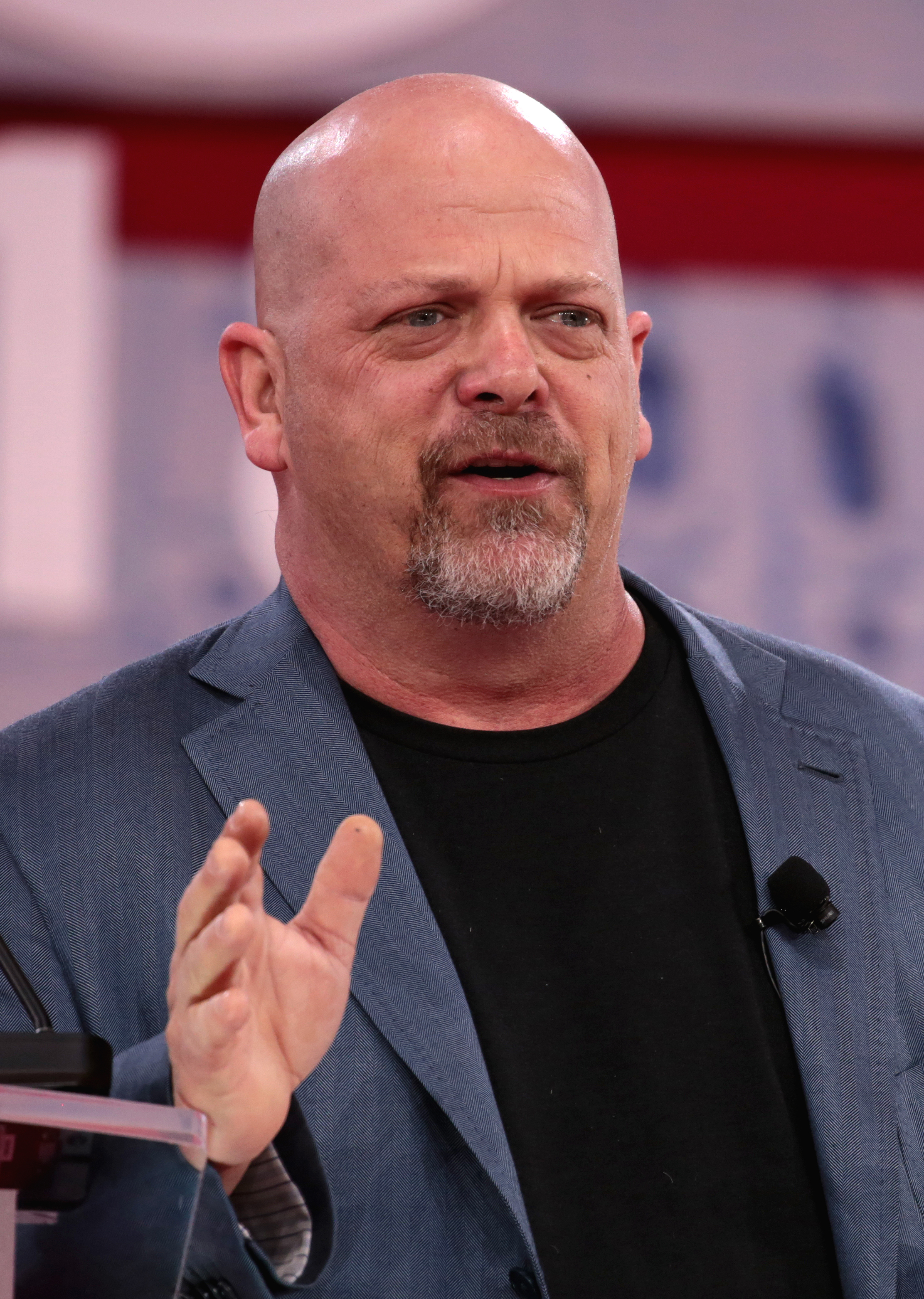
Rick Harrison (* 1965)

- Harrison, Rob (* 1959), britischer Mittelstreckenläufer
- Harrison, Robert Dinsmore (1897–1977), US-amerikanischer Politiker
- Harrison, Robert Hanson (1745–1790), US-amerikanischer Jurist
- Harrison, Robert J. (* 1960), britischer Chemiker
- Harrison, Robert Pogue (* 1954), US-amerikanischer Romanist und Kulturphilosoph
- Harrison, Róisín (* 1996), irische Sprinterin
- Harrison, Ross Granville (1870–1959), US-amerikanischer Zoologe
- Harrison, Ryan (* 1992), US-amerikanischer Tennisspieler
- Harrison, Sabrina Ward (* 1975), kanadische Künstlerin und Autorin
- Harrison, Sam (* 1992), walisischer Bahnradsportler
- Harrison, Samuel Smith (1780–1853), US-amerikanischer Politiker
- Harrison, Sarah (* 1982), britische Journalistin, Mitarbeiterin von WikiLeaks
- Harrison, Sarah (* 1991), deutsche Webvideoproduzentin, Influencerin, Reality-Show-Teilnehmerin und PlaymateSarah Harrison (* 1991)

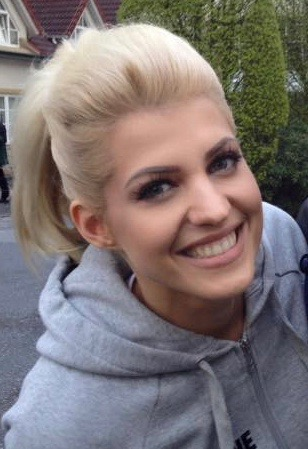
Sarah Harrison (* 1991)

- Harrison, Sarah Cecilia (1863–1941), irische Porträtmalerin und Nationalistin, Sozialreformerin und Feministin
- Harrison, Schae (* 1963), US-amerikanische Schauspielerin
- Harrison, Scott (* 1977), britischer Boxer
- Harrison, Sebastian (* 1965), US-amerikanischer Schauspieler und Unternehmer
- Harrison, Shaina (* 1994), kanadische Sprinterin
- Harrison, Shaun (* 1994), neuseeländischer Eishockeyspieler
- Harrison, Shawn (* 1973), US-amerikanischer SchauspielerShawn Harrison (* 1973)

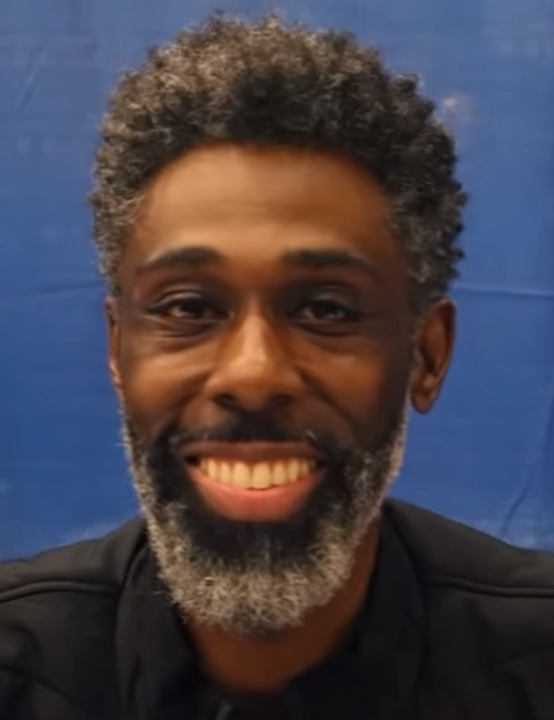
Shawn Harrison (* 1973)

- Harrison, Sofia (* 1999), US-amerikanisch-philippinische Fußballspielerin
- Harrison, Stephen C. (* 1943), US-amerikanischer Biochemiker
- Harrison, Stephen J. (* 1960), britischer klassischer Philologe
- Harrison, T. Mark (* 1952), kanadischer Geochemiker und Geologe
- Harrison, Tamee (* 1979), österreichische Popsängerin
- Harrison, Terry (* 1955), britischer Paläoanthropologe
- Harrison, Thomas (1606–1660), General und Puritaner zur Zeit des englischen Bürgerkrieges
- Harrison, Thomas (1744–1829), englischer Architekt und Ingenieur
- Harrison, Thomas (* 1942), australischer Radrennfahrer
- Harrison, Thomas W. (1856–1935), US-amerikanischer Politiker
- Harrison, Tinsley R. (1900–1978), US-amerikanischer Arzt
- Harrison, Tony (* 1937), englischer Dichter, Bühnenautor und Übersetzer
- Harrison, Tony (* 1990), US-amerikanischer Boxer im Halbmittelgewicht
- Harrison, Vernon (1912–2001), englischer Physiker und Experte für Fälschungsfragen
- Harrison, Walter (1921–2012), britischer Politiker (Labour Party), Unterhausabgeordneter
- Harrison, Walter A. (1930–2024), amerikanischer Physiker
- Harrison, Wendell (* 1942), amerikanischer Tenorsaxophonist und Klarinettist
- Harrison, Wilbert (1929–1994), US-amerikanischer Musiker
- Harrison, William (1933–2013), US-amerikanischer Science-Fiction-Schriftsteller und Drehbuchautor
- Harrison, William Hardin (1933–2024), US-amerikanischer Offizier, Generalleutnant der US Army

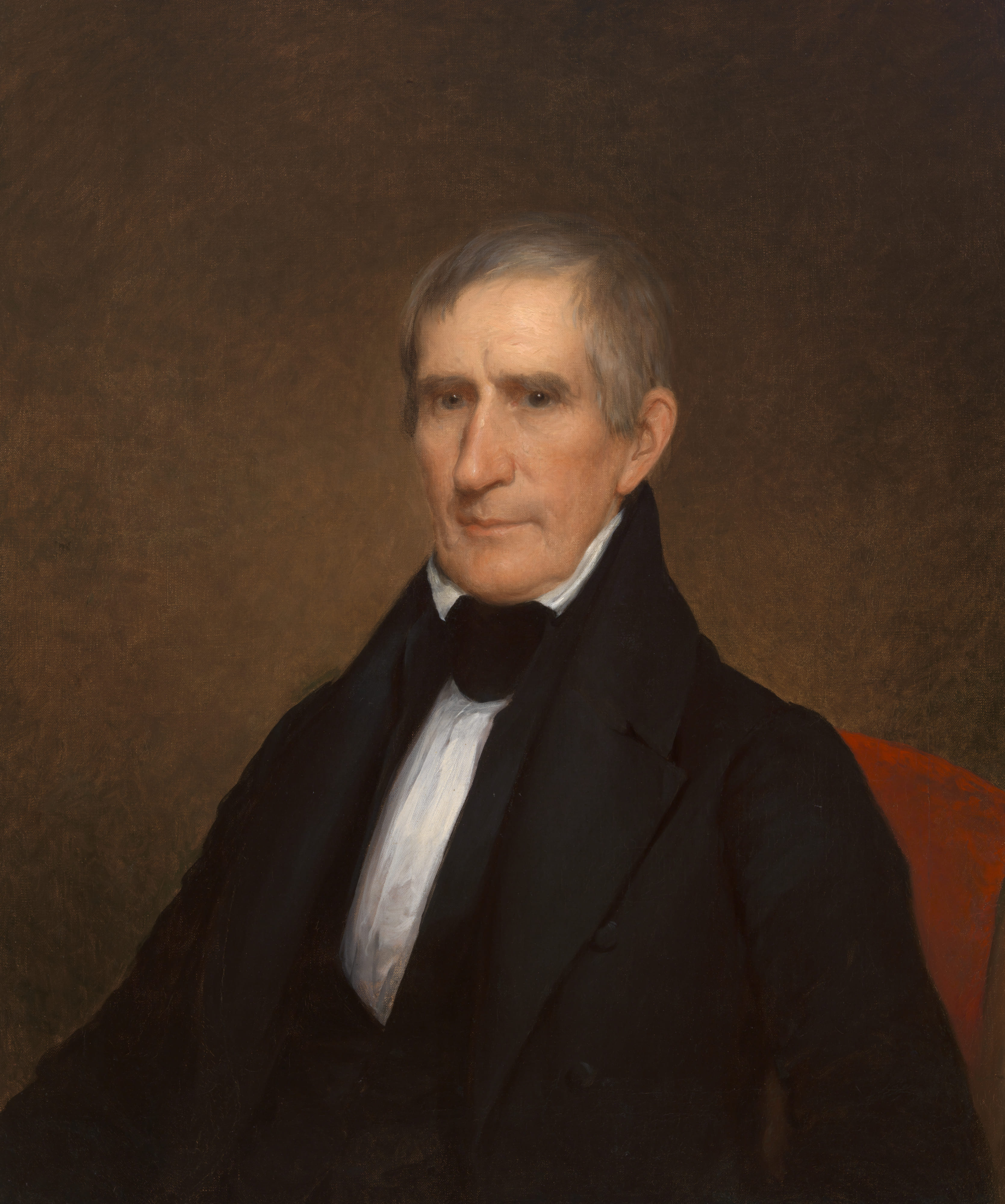
William Henry Harrison (1773–1841)

- Harrison, William Henry (1773–1841), US-amerikanischer Politiker, 9. Präsident der Vereinigten Staaten von Amerika (1841)William Henry Harrison (1773–1841)
- Harrison, William Henry (1896–1990), US-amerikanischer Politiker
- Harrison, William junior, US-amerikanischer Politiker
- Harrison, William Kelly (1895–1987), US-amerikanischer Offizier, Generalleutnant der US-Army
- Harrison-Lowe, Debra, US-amerikanische Schauspielerin
- Harrison-Murray, Christie (* 1990), schottische Fußballspielerin

##### Harriss
- Harriss, C. Lowell (1912–2009), US-amerikanischer Wirtschaftswissenschaftler
- Harriss, Charles A. E. (1862–1929), kanadischer Musikmanager, Komponist, Organist, Dirigent, Chorleiter und Musikpädagoge
- Harriss-Gastrell, James Plaister (* 1830), britischer Botschafter
- Harrisson, Barbara (1922–2015), deutsch-britische Kunsthistorikerin
- Harrisson, Maya (* 1992), brasilianische Skirennläuferin

#### Harrit
- Harrity, Todd (* 1990), US-amerikanischer Squashspieler

### Harro
- Harro, Wolf (1910–1953), deutscher Filmschauspieler
- Harroche, Sacha Ben, Filmproduzent
- Harrod, James, US-amerikanischer Pionier und Entdecker
- Harrod, Roy F. (1900–1978), englischer Ökonom
- Harrod-Eagles, Cynthia (* 1948), britische Schriftstellerin
- Harrold, Kathryn (* 1950), US-amerikanische Schauspielerin
- Harrold, Keyon (* 1980), amerikanischer Jazzmusiker (Trompete, Komposition)
- Harrold, Luke (* 2008), neuseeländischer Freestyle-Skier
- Harrold, Mary Jean (1947–2013), US-amerikanische Informatikerin und Hochschullehrerin
- Harrold, Peter (* 1983), US-amerikanischer Eishockeyspieler und -trainer
- Harrold, Thomas Leonard (1902–1973), US-amerikanischer Offizier, Generalleutnant der US Army
- Harron, Mary (* 1953), kanadische Regisseurin
- Harron, Robert (1893–1920), US-amerikanischer Stummfilmschauspieler
- Harrop, Bob (1936–2007), englischer Fußballspieler und -trainer
- Harrop, Dale (1989–2022), neuseeländischer Eishockeyspieler
- Harrop, Jimmy (1884–1954), englischer Fußballspieler
- Harrop, Jo, britische Jazzsängerin
- Harroui, Abdou (* 1998), niederländischer Fußballspieler
- Harrouk, Yasin el (* 1991), deutscher SchauspielerYasin el Harrouk (* 1991)

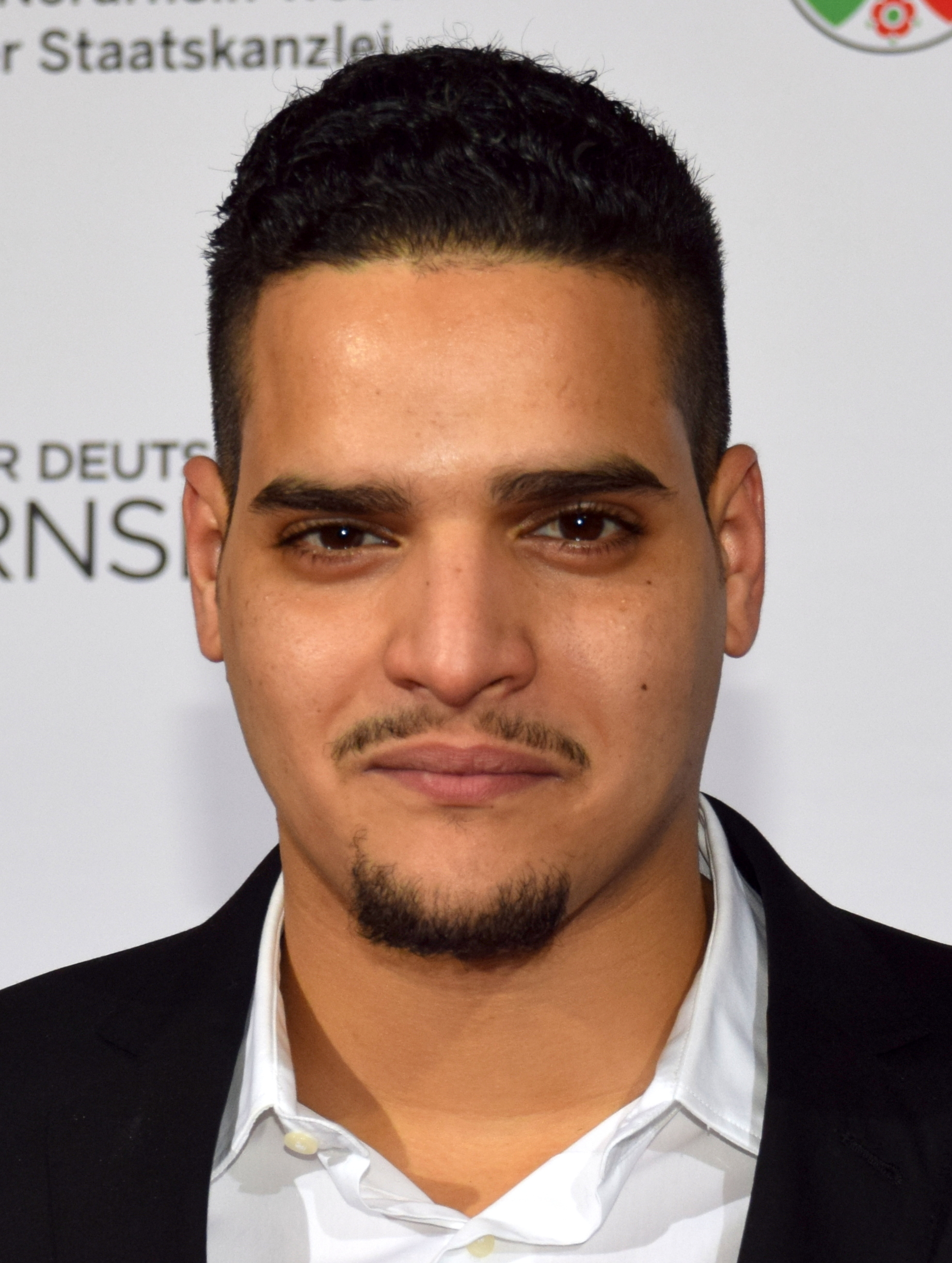
Yasin el Harrouk (* 1991)

- Harroun, Ray (1879–1968), US-amerikanischer Automobilrennfahrer und Unternehmer
- Harrow, Alix E. (* 1989), amerikanische Science-Fiction- und Fantasy-Schriftstellerin
- Harrow, David, englischer Musikproduzent, DJ und Multimedia-Künstler
- Harrow, Den (* 1962), italienischer Sänger
- Harrow, Lisa (* 1943), neuseeländische Schauspielerin
- Harrow, Nancy (* 1930), US-amerikanische Jazzsängerin
- Harrower, David (* 1966), britischer Theaterschriftsteller
- Harrower, Elizabeth (1928–2020), australische Schriftstellerin
- Harrower, Ian (* 1947), britischer Autorennfahrer
- Harrower, William (1861–1910), schottischer Fußballspieler
- Harroy de Techreaux, Johann August von (1753–1820), preußischer Generalleutnant
- Harroy, Jean-Paul (1909–1995), belgischer Politiker, Generalgouverneur von Belgisch-Kongo

### Harrs
- Harrsch, Ferdinand Amadeus von (1664–1722), Regimentsquartiermeister und Generalfeldwachtmeister
- Harrsch, Josua (1669–1719), deutscher Pfarrer und Pionier
- Harrsen, Dieter (* 1958), deutscher Politiker und Landrat
- Harrskog, Kent (* 1944), schwedischer Generalleutnant

### Harrw
- Harrwitz, Daniel (1821–1884), deutscher Schachmeister

### Harry
- Harry von de Gass (1942–2005), deutsches Stadtoriginal
- Härry, Andréas (* 1964), Schweizer Musicalautor und Produzent
- Harry, Debbie (* 1945), US-amerikanische Sängerin
- Harry, Duke of Sussex (* 1984), britischer Prinz (jüngerer Sohn von Prinz Charles)Harry, Duke of Sussex (* 1984)

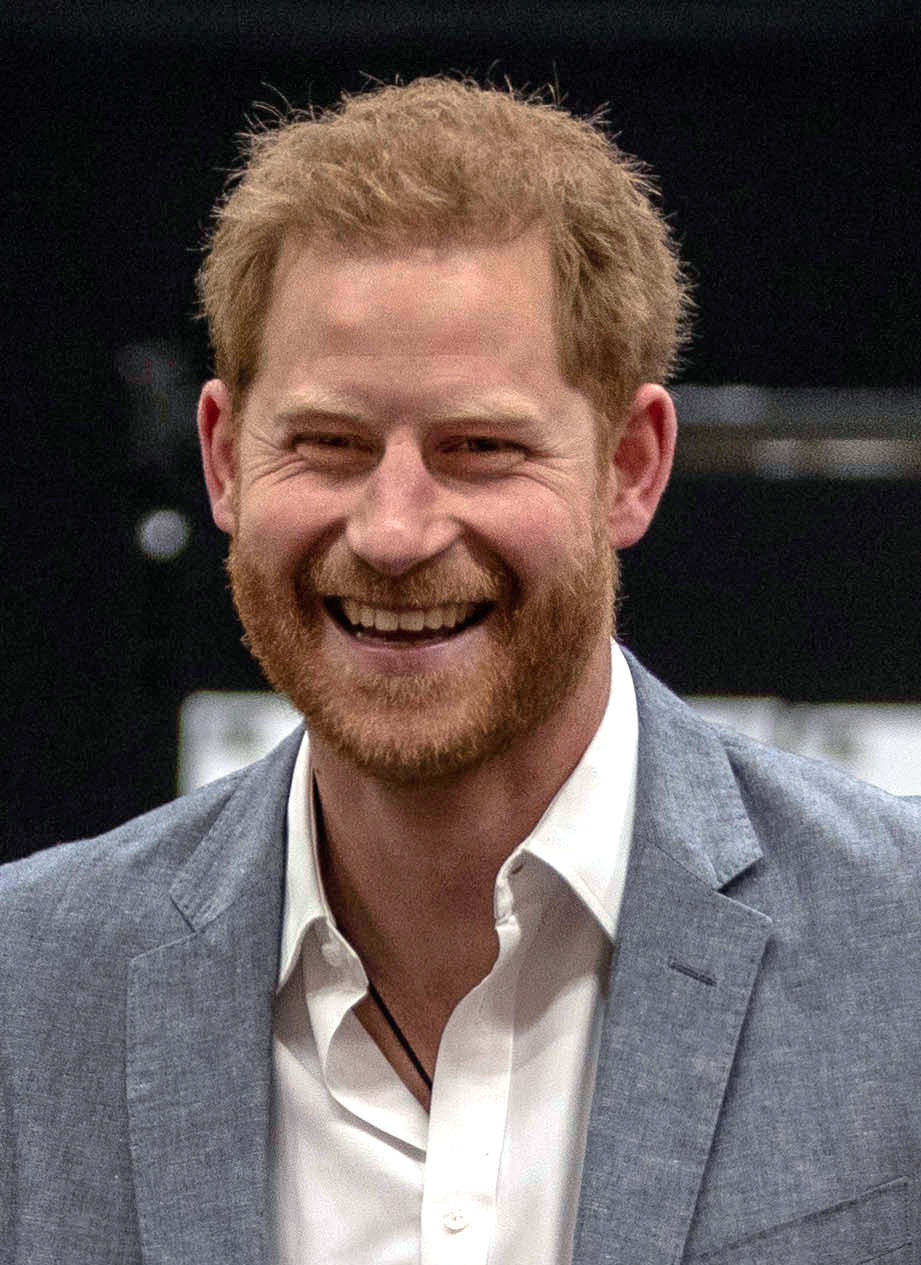
Harry, Duke of Sussex (* 1984)

- Harry, Eric L. (* 1958), US-amerikanischer Schriftsteller und Anwalt
- Härry, Hans (1895–1980), Schweizer Vermessungstechniker
- Harry, Lee, US-amerikanischer Filmeditor, Drehbuchautor und Filmregisseur
- Harry, Mark (* 1957), australischer Badmintonspieler
- Harry, Michael (* 1961), dänischer Curler
- Harry, Mona (* 1991), deutsche Autorin, Poetry Slam Poetin und Illustratorin
- Harry, Myriam (1869–1958), französische Schriftstellerin
- Harry, Tesha (* 1981), US-amerikanische Volleyballspielerin
- Härry, Thomas (* 1965), Schweizer Theologe, Pastor und Dozent am Theologisch-Diakonischen Seminar Aarau
- Harryhausen, Ray (1920–2013), US-amerikanischer Tricktechniker und AnimatorRay Harryhausen (1920–2013)

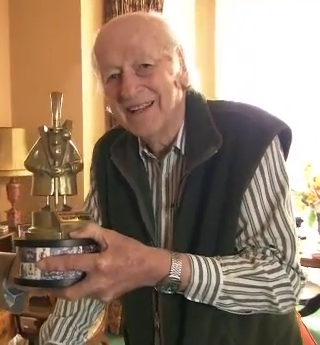
Ray Harryhausen (1920–2013)

- Harrys, Georg (1780–1838), deutscher Journalist und Schriftsteller
- Harrys, Hermann (1811–1891), deutscher Journalist und Schriftsteller
- Harrysson, Andreas (* 1975), schwedischer Dartspieler
- Harrysson, Helena (* 1953), schwedische Schriftstellerin
- Harrysson, Per (* 1967), schwedischer Fußballspieler